# Stranger Things
Stranger Things (prononcé : /ˈstɹeɪnd͡ʒɚ θɪŋz/) est une série télévisée américaine de science-fiction horrifique, créée par les frères Matt et Ross Duffer et diffusée depuis le 15 juillet 2016 sur Netflix. Elle compte en 2022 quatre saisons et trente-quatre épisodes. Une cinquième et dernière saison a été annoncée le 17 février 2022, prévue pour le 27 novembre 2025 pour la 1re partie, le 26 décembre 2025 pour la 2e partie et le 1er janvier 2026 pour la 3e partie.
L'ambiance de la série est fortement inspirée par les films fantastiques et de science-fiction et horreur des années 1980, puisant ses influences dans les œuvres de H. P. Lovecraft, Steven Spielberg, John Carpenter, John Hughes ou Stephen King,.
Stranger Things est l'une des séries diffusées en streaming sur Netflix les plus regardées dans le monde,,.

## Synopsis
L'intrigue s'étale sur plusieurs années, entre 1983 et 1987.
Un soir de novembre 1983 dans la ville américaine fictive d'Hawkins en Indiana, le jeune Will Byers, âgé de douze ans, disparaît brusquement sans laisser de traces, hormis son vélo. Plusieurs personnages vont alors tenter de le retrouver : sa mère Joyce, ses amis : Lucas Sinclair, Dustin Henderson et Mike Wheeler, guidés par la mystérieuse Eleven, une jeune fille ayant des pouvoirs psychiques, ainsi que le chef de la police Jim Hopper.
Parallèlement, la ville est le théâtre de phénomènes surnaturels liés au Laboratoire national de Hawkins, géré par le département de l'Énergie des États-Unis (DoE) et indirectement par la Central Intelligence Agency (CIA), dont les expériences dans le cadre du projet MK-Ultra ne semblent pas étrangères à la disparition de Will.

## Fiche technique
- Titre original et français : Stranger Things
- Création : Matt et Ross Duffer
- Réalisation : Matt Duffer, Ross Duffer et Shawn Levy
- Scénario : Matt Duffer et Ross Duffer
- Direction artistique : Chris Trujillo
- Décors : William G. Davis
- Costumes : Kimberly Adams-Galligan et Malgosia Turzanska
- Photographie : Tim Ives et Tod Campbell
- Montage : Kevin D. Ross et Dean Zimmerman
- Musique : Kyle Dixon et Michael Stein
- Casting : Carmen Cuba
- Production : Matt Duffer, Ross Duffer, Shawn Levy et Dan Cohen
- Société de production : 21 Laps Entertainment
- Société de distribution : Netflix
- Pays d'origine :  États-Unis
- Langue originale : anglais
- Genre : science-fiction, fantastique, drame, horreur
- Durée : 45 - 142 minutes
- Budget total : 464 millions de dollars[7]
- Classification : interdit aux moins de 12 ans (saisons 1 à 3) - Interdit aux moins de 16 ans (saison 4)

## Distribution

### Acteurs principaux
| Acteurs              | VF                                                 | Personnages                                                                                | Saison 1   | Saison 2   | Saison 3   | Saison 4   | Saison 5   |              |              |                                          |            |            |            |            |            |
| -------------------- | -------------------------------------------------- | ------------------------------------------------------------------------------------------ | ---------- | ---------- | ---------- | ---------- | ---------- | ------------ | ------------ | ---------------------------------------- | ---------- | ---------- | ---------- | ---------- | ---------- |
| Acteurs              | VF                                                 | Personnages                                                                                | Saison 1   | Saison 2   | Saison 3   | Saison 4   | Saison 5   | Winona Ryder | Claire Guyot | Joyce Byers, mère de Jonathan et de Will | Principale | Principale | Principale | Principale | Principale |
| David Harbour        | Stéphane Pouplard                                  | Jim Hopper, chef de la police d'Hawkins                                                    | Principal  | Principal  | Principal  | Principal  | Principal  |              |              |                                          |            |            |            |            |            |
| Finn Wolfhard        | Marie Facundo (s1-2) Tom Hudson (s3-)              | Michael « Mike » Wheeler, fils de Karen et jeune frère de Nancy                            | Principal  | Principal  | Principal  | Principal  | Principal  |              |              |                                          |            |            |            |            |            |
| Millie Bobby Brown   | Clara Soares                                       | Jane Hopper alias « Onze » / « Elfe », jeune fille possédant des pouvoirs psychokinétiques | Principale | Principale | Principale | Principale | Principale |              |              |                                          |            |            |            |            |            |
| Gaten Matarazzo      | Kaycie Chase (s1-2) Gabriel Bismuth-Bienaimé (s3-) | Dustin Henderson, surnommé « Sans dent », car il est atteint de dysplasie cléidocrânienne  | Principal  | Principal  | Principal  | Principal  | Principal  |              |              |                                          |            |            |            |            |            |
| Caleb McLaughlin     | Jennifer Fauveau (s1) Thomas Sagols (s2-)          | Lucas Sinclair, frère aîné d'Erica Sinclair                                                | Principal  | Principal  | Principal  | Principal  | Principal  |              |              |                                          |            |            |            |            |            |
| Natalia Dyer         | Alexia Papineschi                                  | Nancy Wheeler, fille de Karen et sœur aînée de Mike                                        | Principale | Principale | Principale | Principale | Principale |              |              |                                          |            |            |            |            |            |
| Charlie Heaton       | Julien Crampon                                     | Jonathan Byers, fils de Joyce et frère aîné de Will                                        | Principal  | Principal  | Principal  | Principal  | Principal  |              |              |                                          |            |            |            |            |            |
| Cara Buono           | Delphine Braillon                                  | Karen Wheeler, mère de Nancy et de Mike                                                    | Principale | Principale | Principale | Récurrente | Récurrente |              |              |                                          |            |            |            |            |            |
| Matthew Modine       | Philippe Vincent                                   | Dr Martin Brenner / appelé « papa » par Onze                                               | Principal  | Récurrent  |            | Principal  |            |              |              |                                          |            |            |            |            |            |
| Noah Schnapp         | Fanny Bloc (s1-2) Tom Trouffier (s3-)              | William « Will » Byers, fils de Joyce et jeune frère de Jonathan                           | Récurrent  | Principal  | Principal  | Principal  | Principal  |              |              |                                          |            |            |            |            |            |
| Joe Keery            | Clément Moreau                                     | Steve Harrington                                                                           | Récurrent  | Principal  | Principal  | Principal  | Principal  |              |              |                                          |            |            |            |            |            |
| Sadie Sink           | Clara Quilichini                                   | Maxine « Max » Mayfield alias MadMax, jeune demi-sœur de Billy                             |            | Principale | Principale | Principale | Principale |              |              |                                          |            |            |            |            |            |
| Dacre Montgomery     | Gauthier Battoue                                   | William « Billy » Hargrove, demi-frère aîné de Max                                         |            | Principal  | Principal  | Invité     |            |              |              |                                          |            |            |            |            |            |
| Paul Reiser          | Pierre-François Pistorio                           | Dr Sam Owens                                                                               |            | Principal  | Invité     | Principal  | Principal  |              |              |                                          |            |            |            |            |            |
| Sean Astin           | Christophe Lemoine                                 | Bob Newby, petit-ami de Joyce Byers                                                        |            | Principal  | Invité     |            |            |              |              |                                          |            |            |            |            |            |
| Priah Ferguson       | Clara Soares (s2) Dorothée Pousséo (s3-)           | Erica Sinclair, jeune sœur de Lucas Sinclair                                               |            | Récurrente | Principale | Principale | Principale |              |              |                                          |            |            |            |            |            |
| Brett Gelman         | Gilduin Tissier                                    | Murray Bauman                                                                              |            | Récurrent  | Récurrent  | Principal  | Principal  |              |              |                                          |            |            |            |            |            |
| Maya Hawke           | Emmylou Homs                                       | Robin Buckley                                                                              |            |            | Principale | Principale | Principale |              |              |                                          |            |            |            |            |            |
| Joseph Quinn         | Jim Redler                                         | Eddie Munson, le chef du Club Hellfire                                                     |            |            |            | Principal  |            |              |              |                                          |            |            |            |            |            |
| Jamie Campbell Bower | Yoann Sover (Henry) / Paul Borne (Vecna)           | Peter Ballard / Henry Creel / « Un » / « Vecna »                                           |            |            |            | Récurrent  | Principal  |              |              |                                          |            |            |            |            |            |

Photos des acteurs principaux
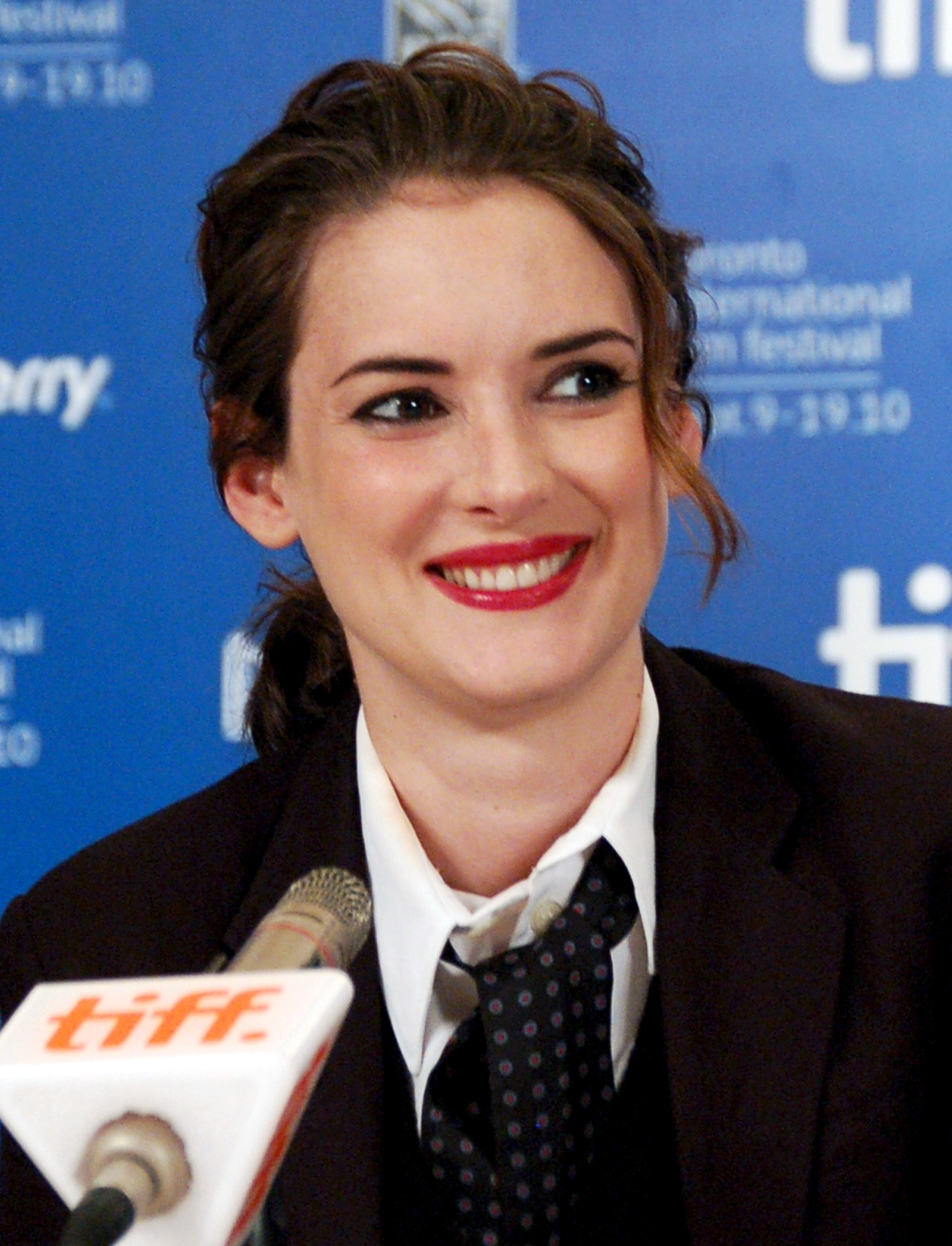
Winona Ryder interprète Joyce Byers.
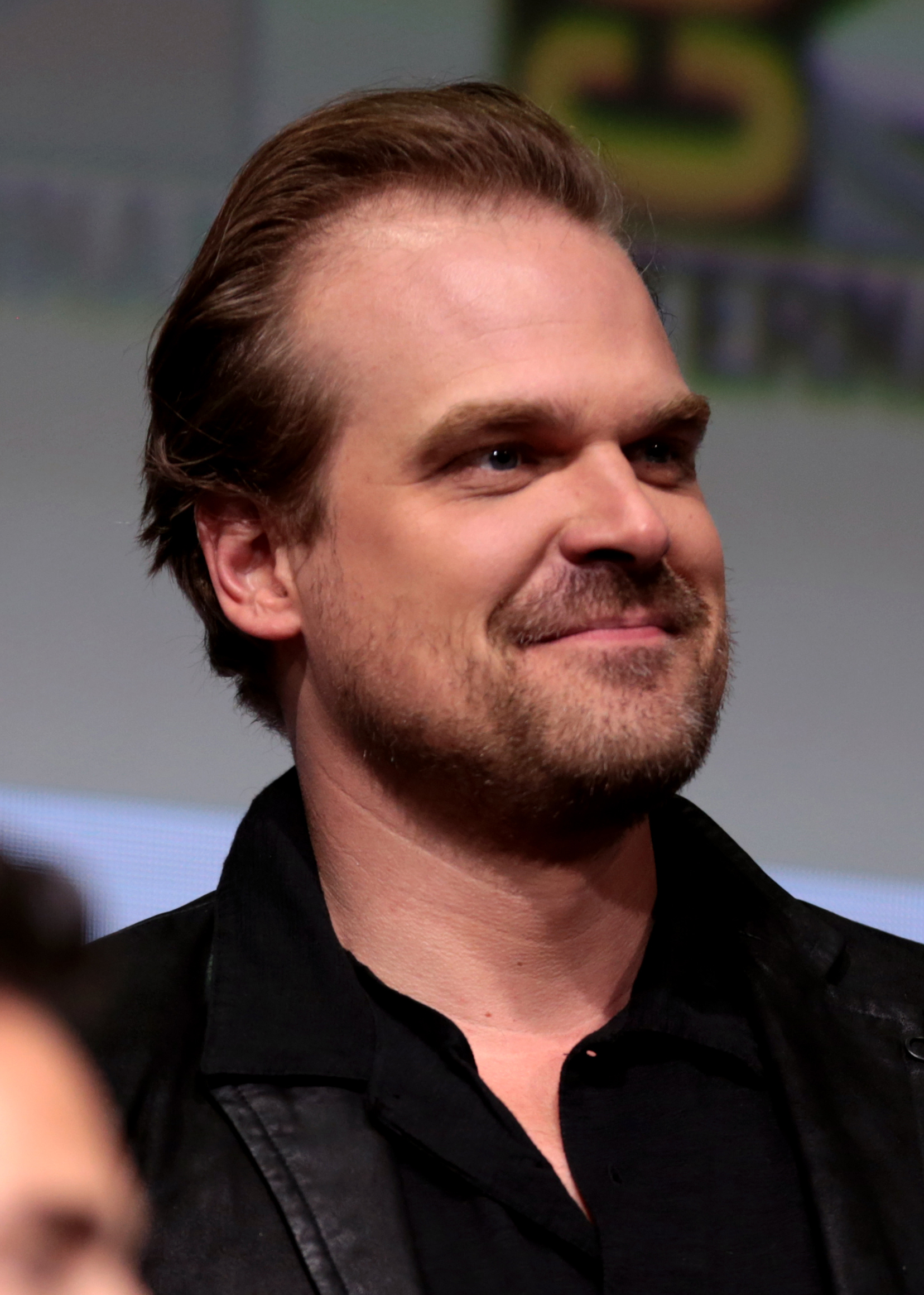
David Harbour interprète Jim Hopper.
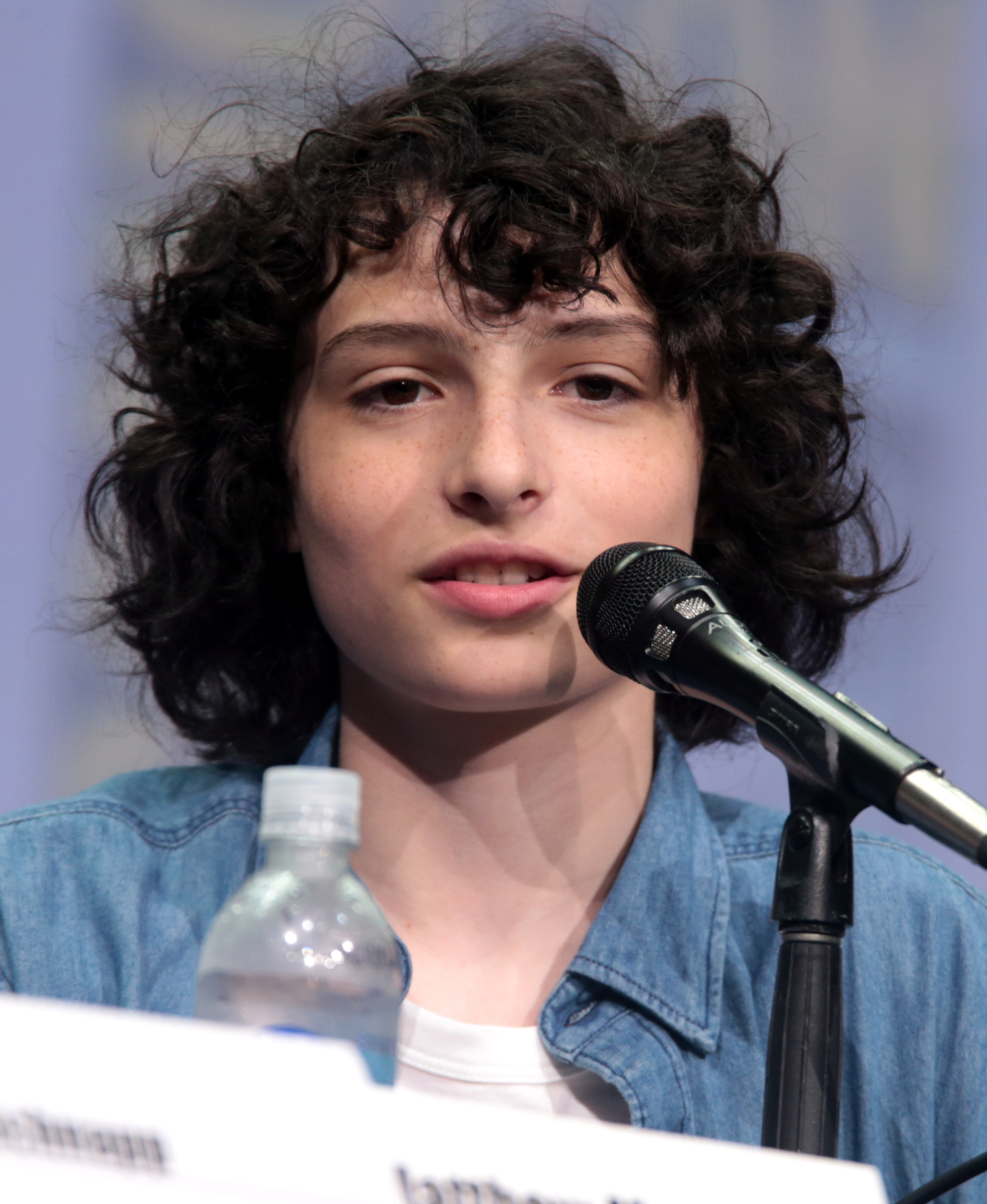
Finn Wolfhard interprète Mike Wheeler.
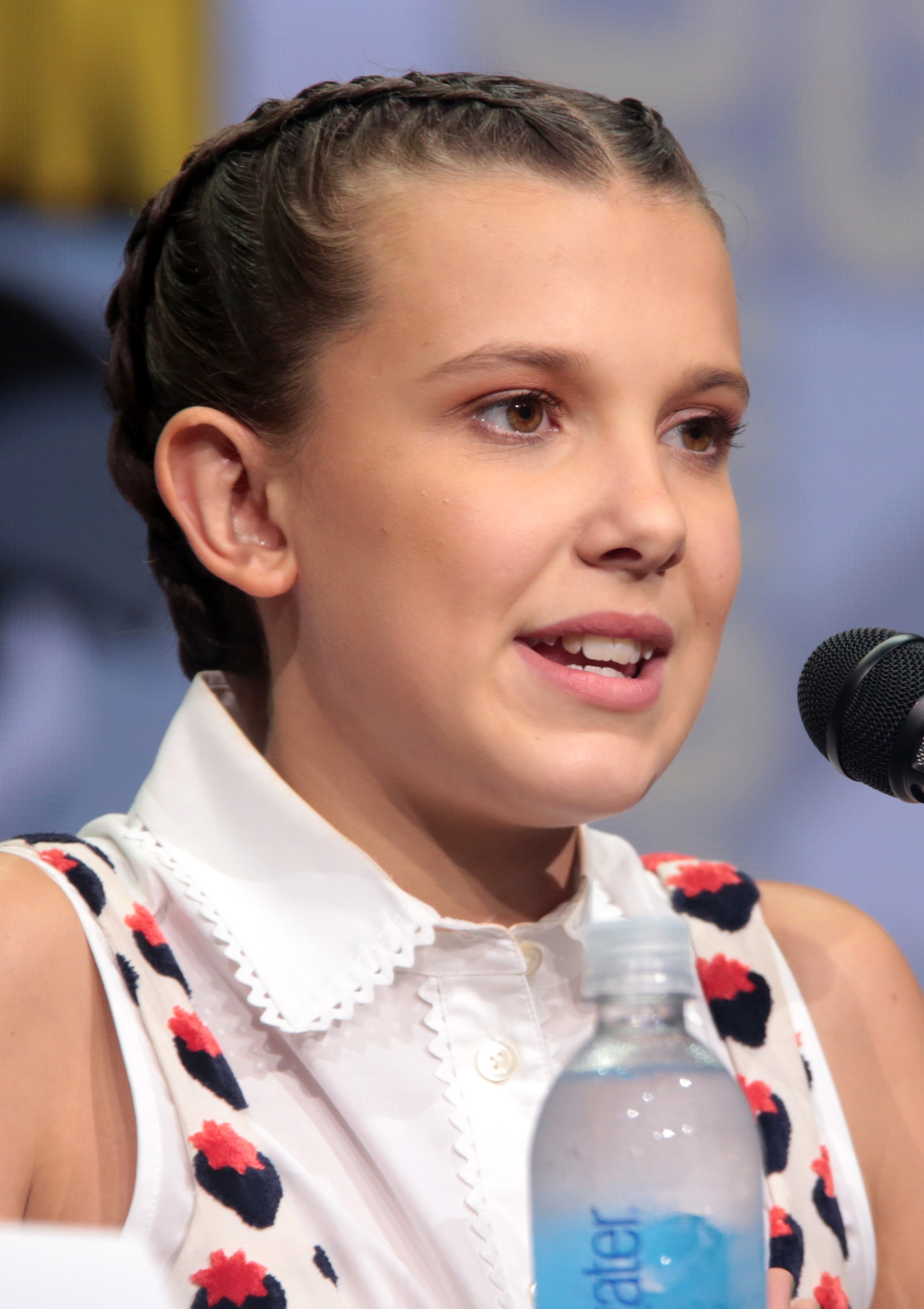
Millie Bobby Brown interprète Jane Ives / « Onze » / « Elfe ».
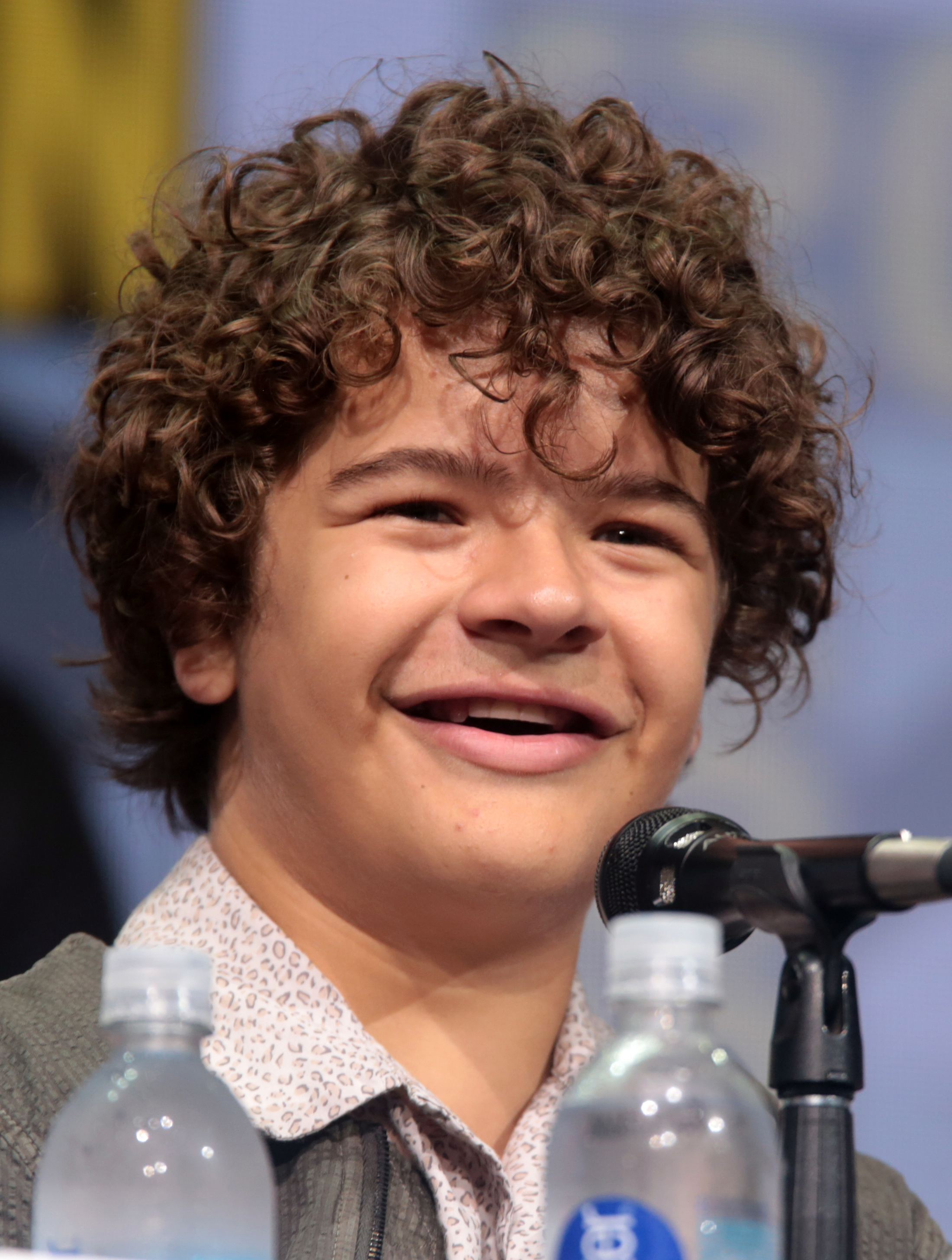
Gaten Matarazzo interprète Dustin Henderson.
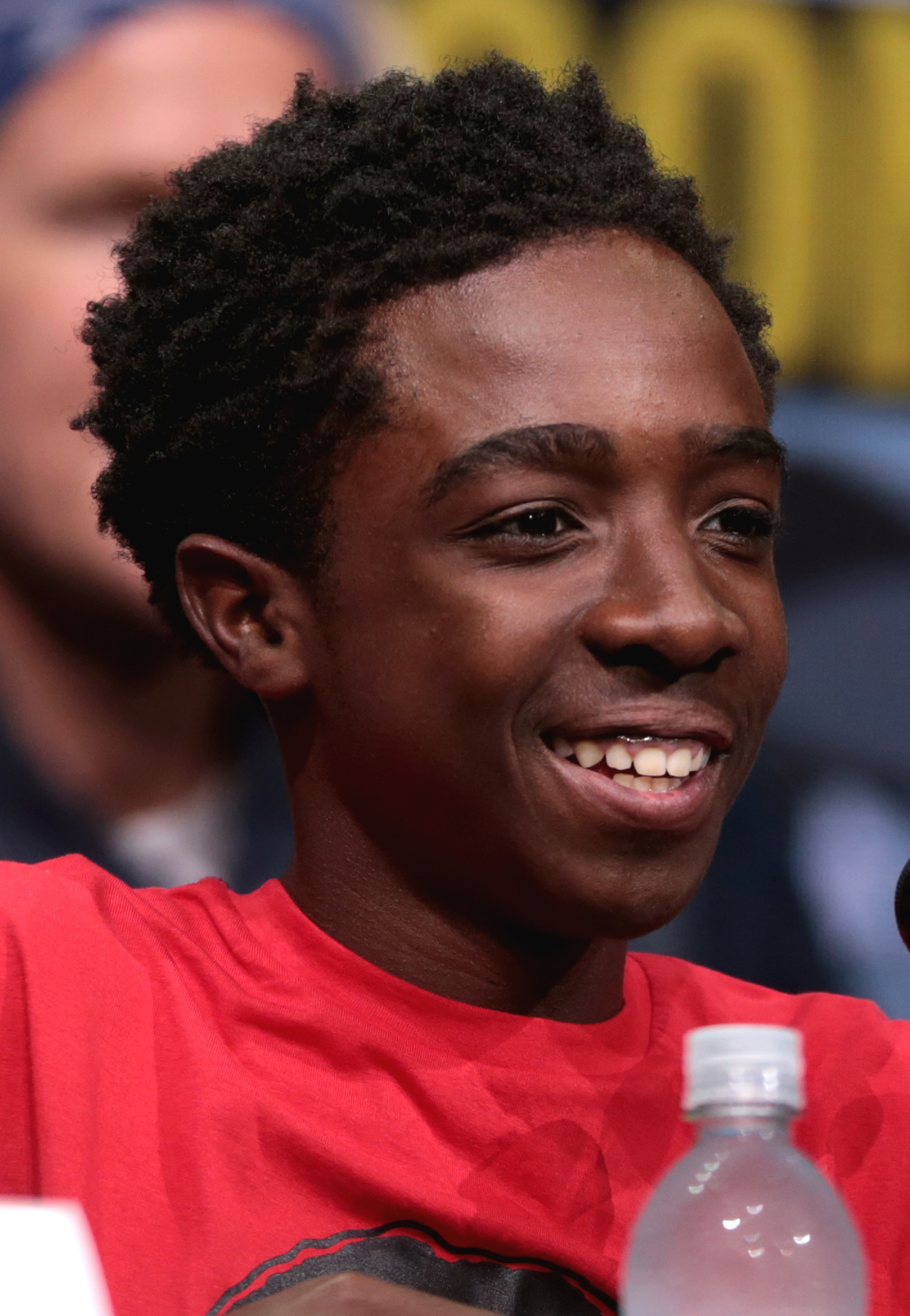
Caleb McLaughlin interprète Lucas Sinclair.
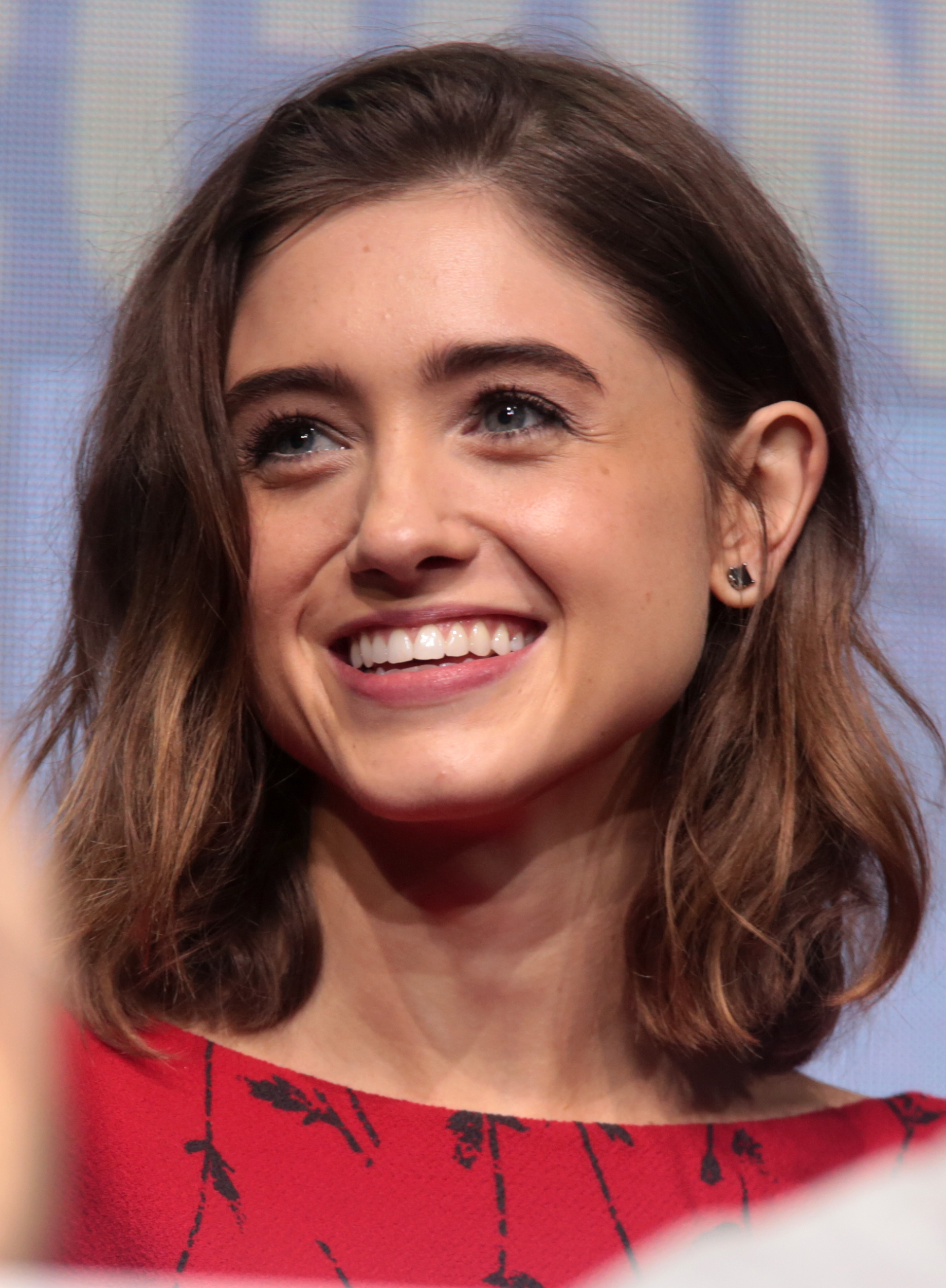
Natalia Dyer interprète Nancy Wheeler.
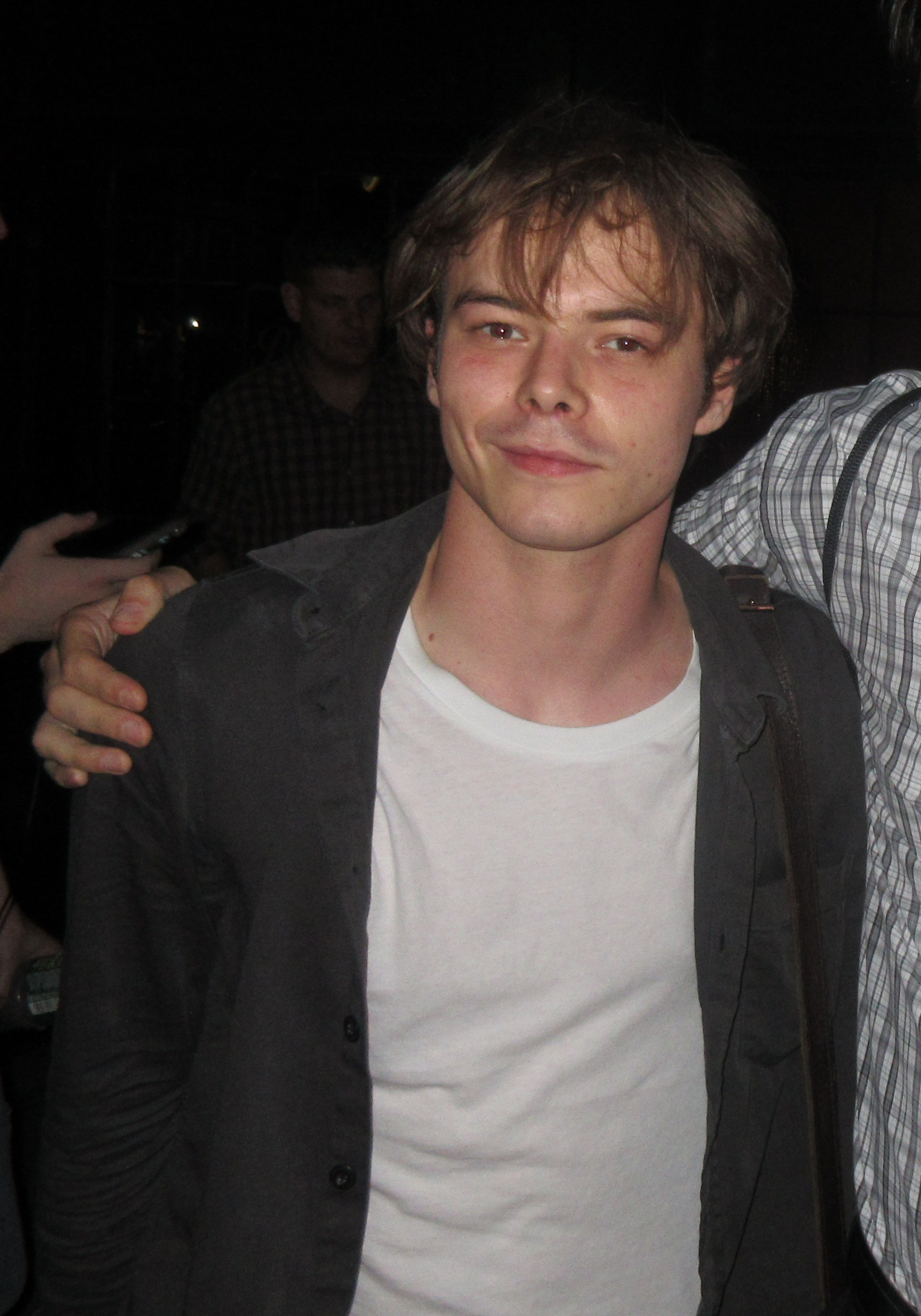
Charlie Heaton interprète Jonathan Byers.
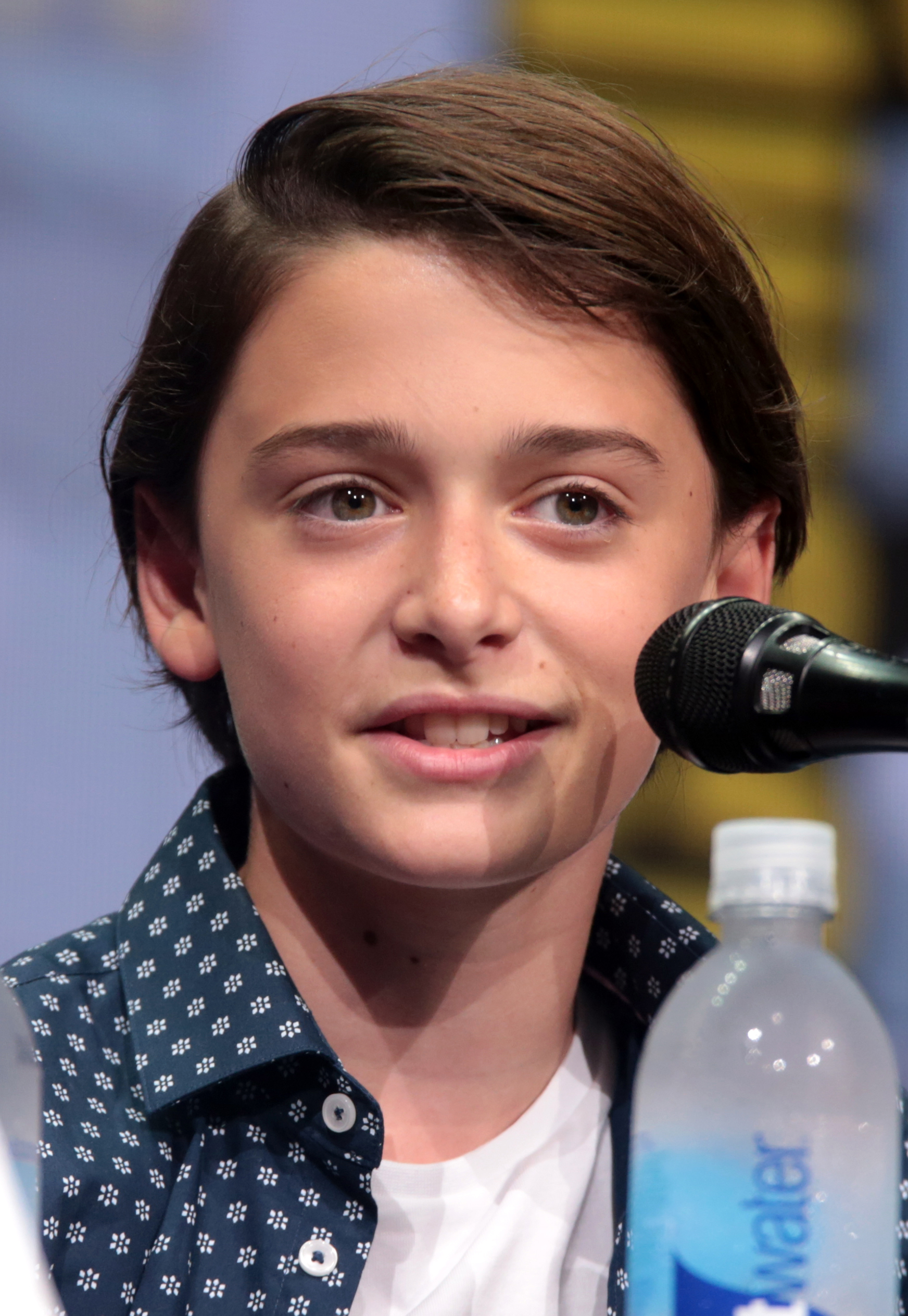
Noah Schnapp interprète Will Byers.
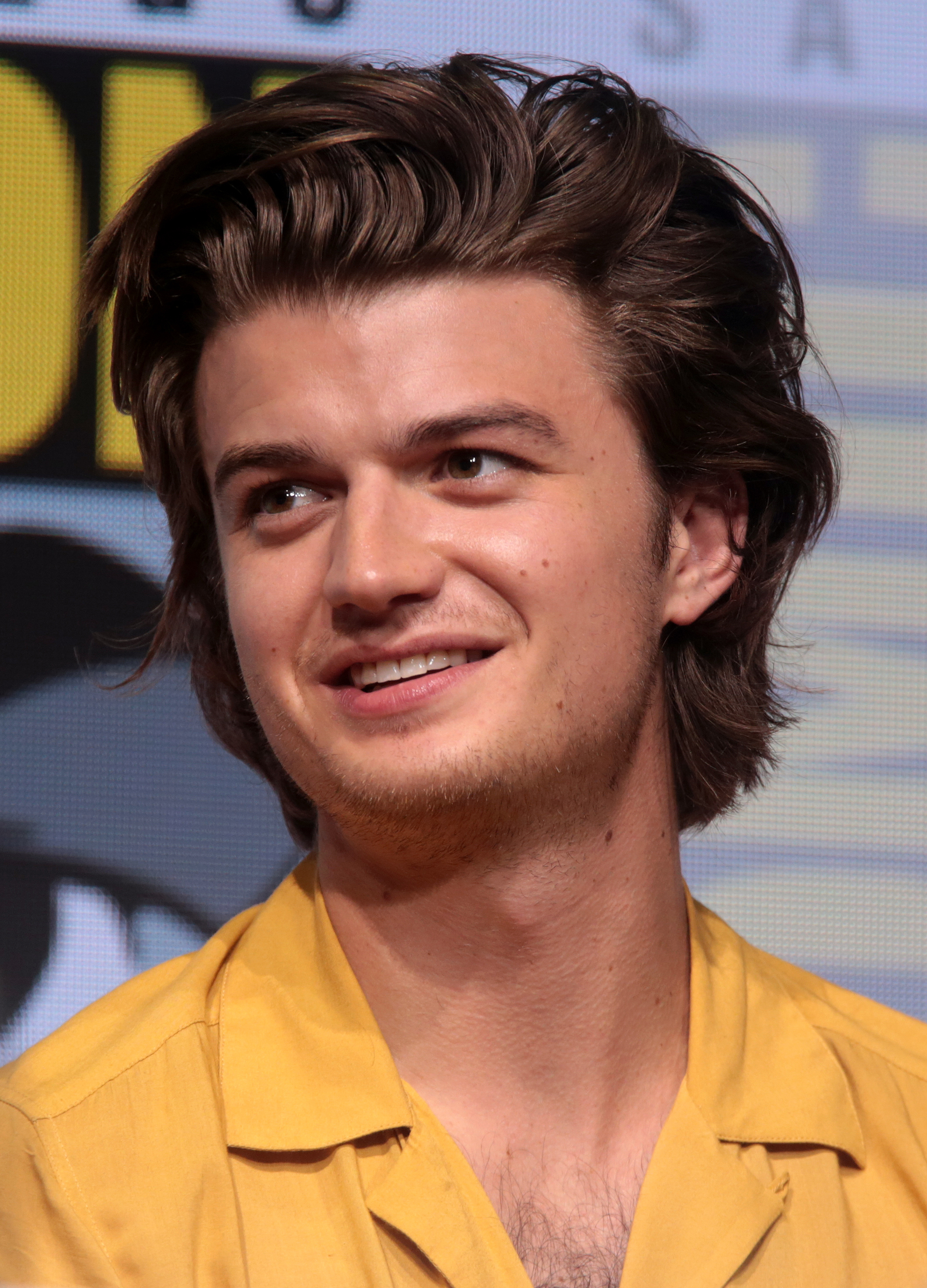
Joe Keery interprète Steve Harrington.
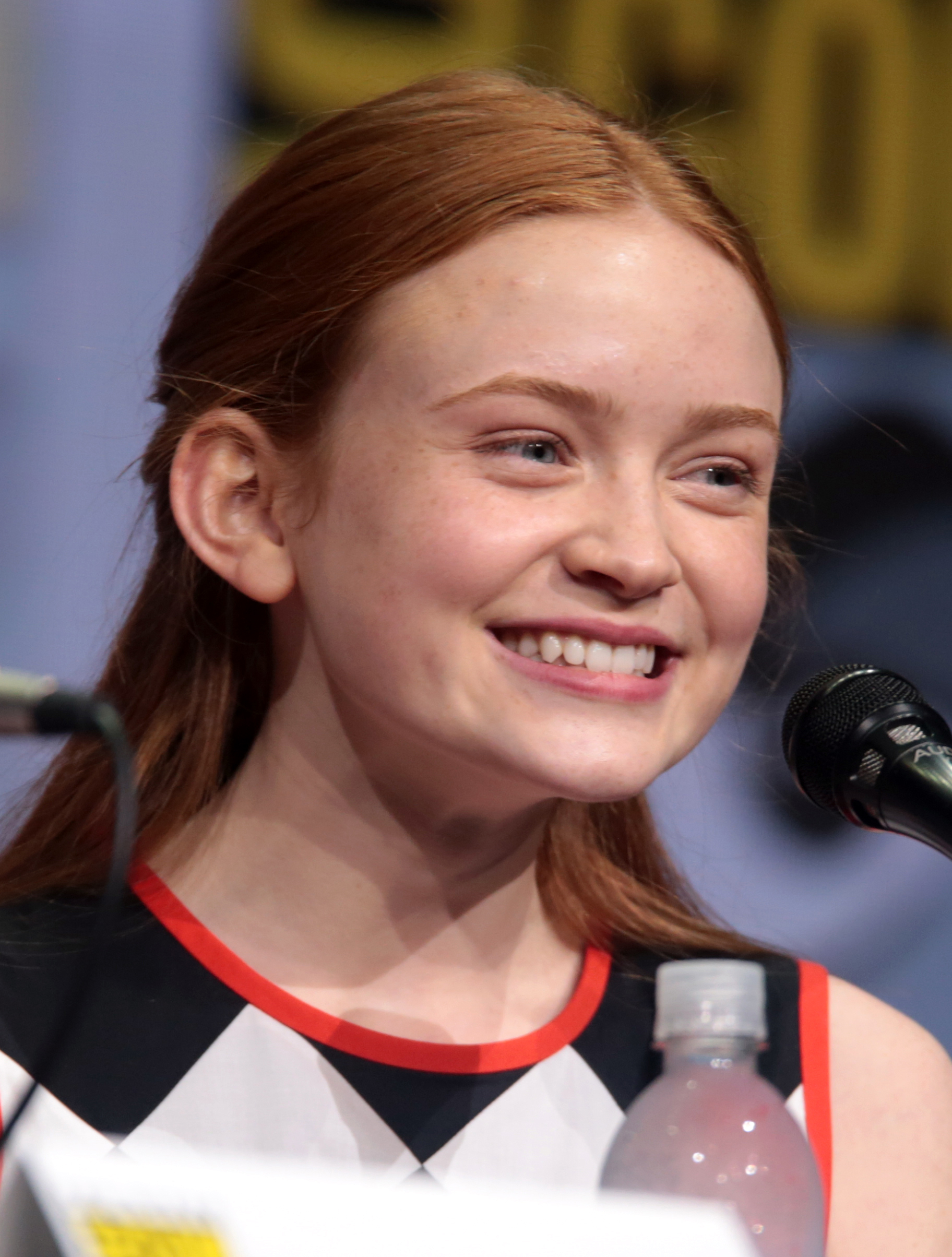
Sadie Sink interprète Maxine « Max » Mayfield / « MadMax ».
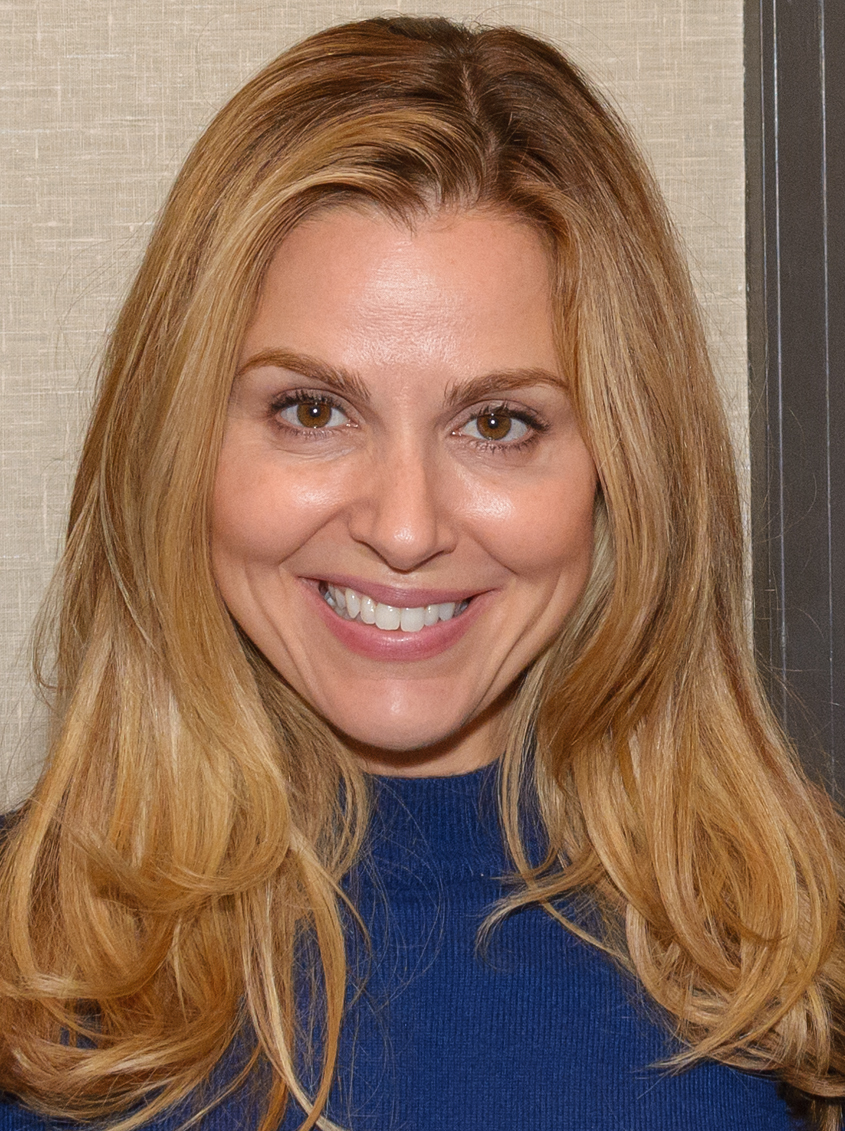
Cara Buono interprète Karen Wheeler.
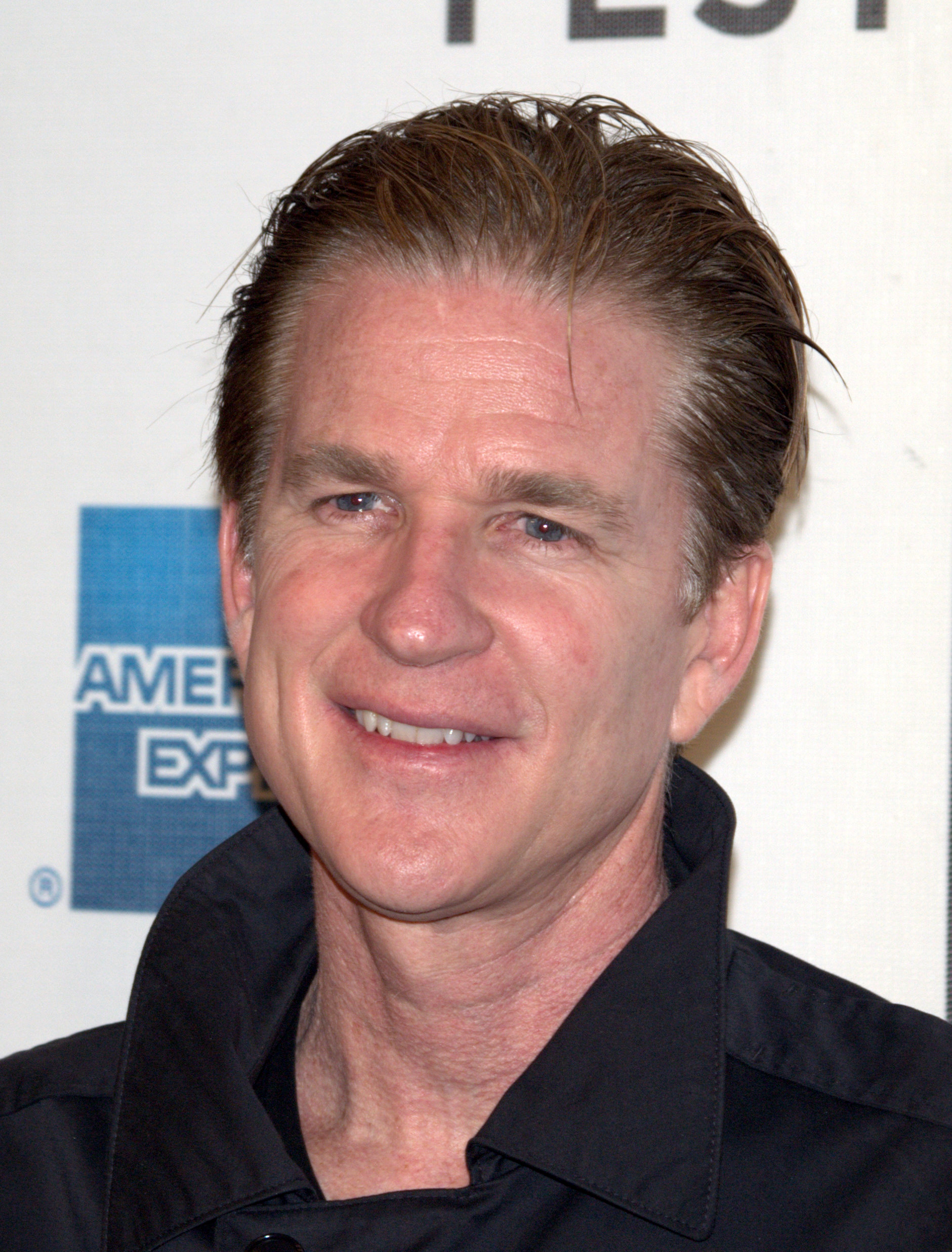
Matthew Modine interprète le Dr Martin Brenner.
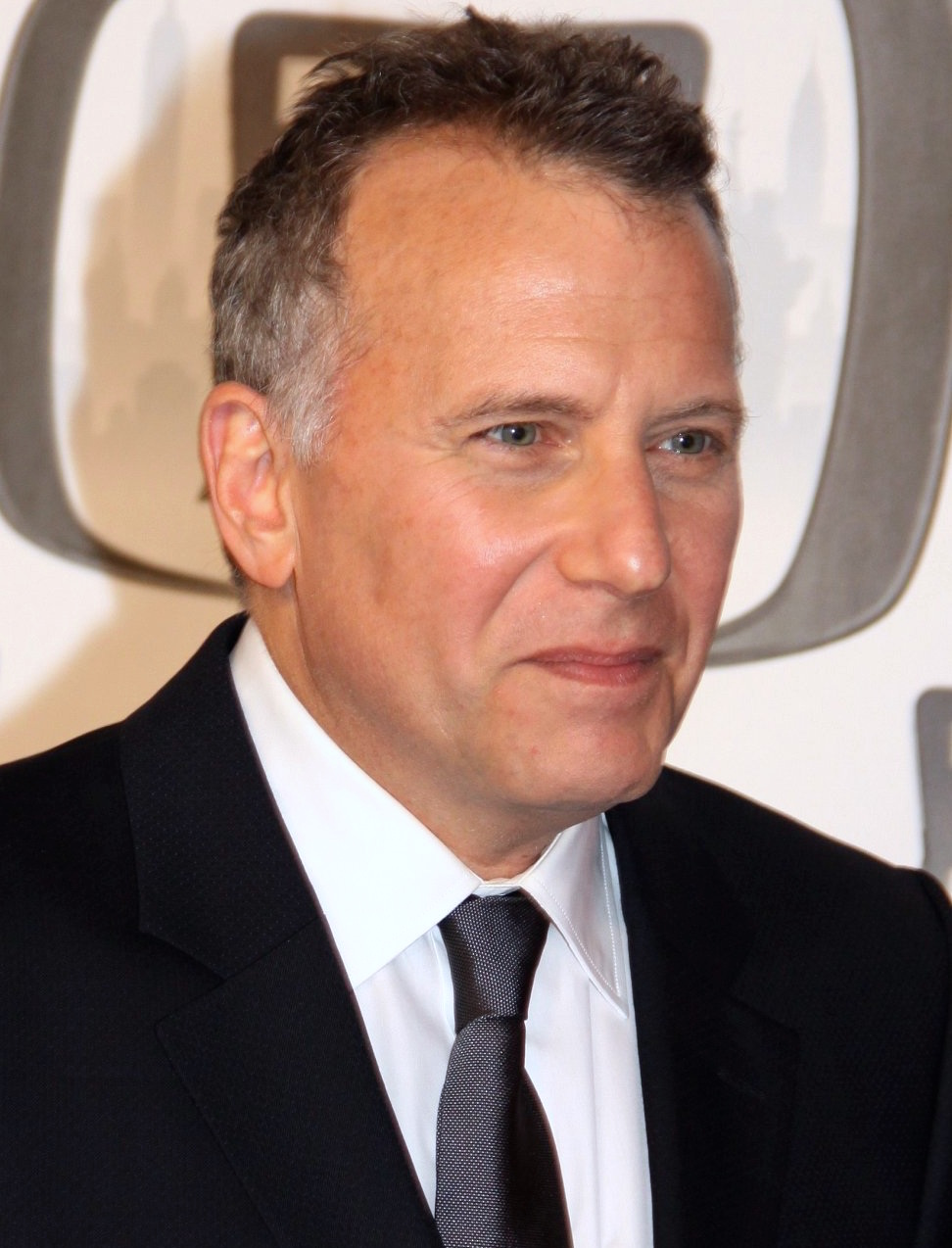
Paul Reiser interprète le Dr Sam Owens.
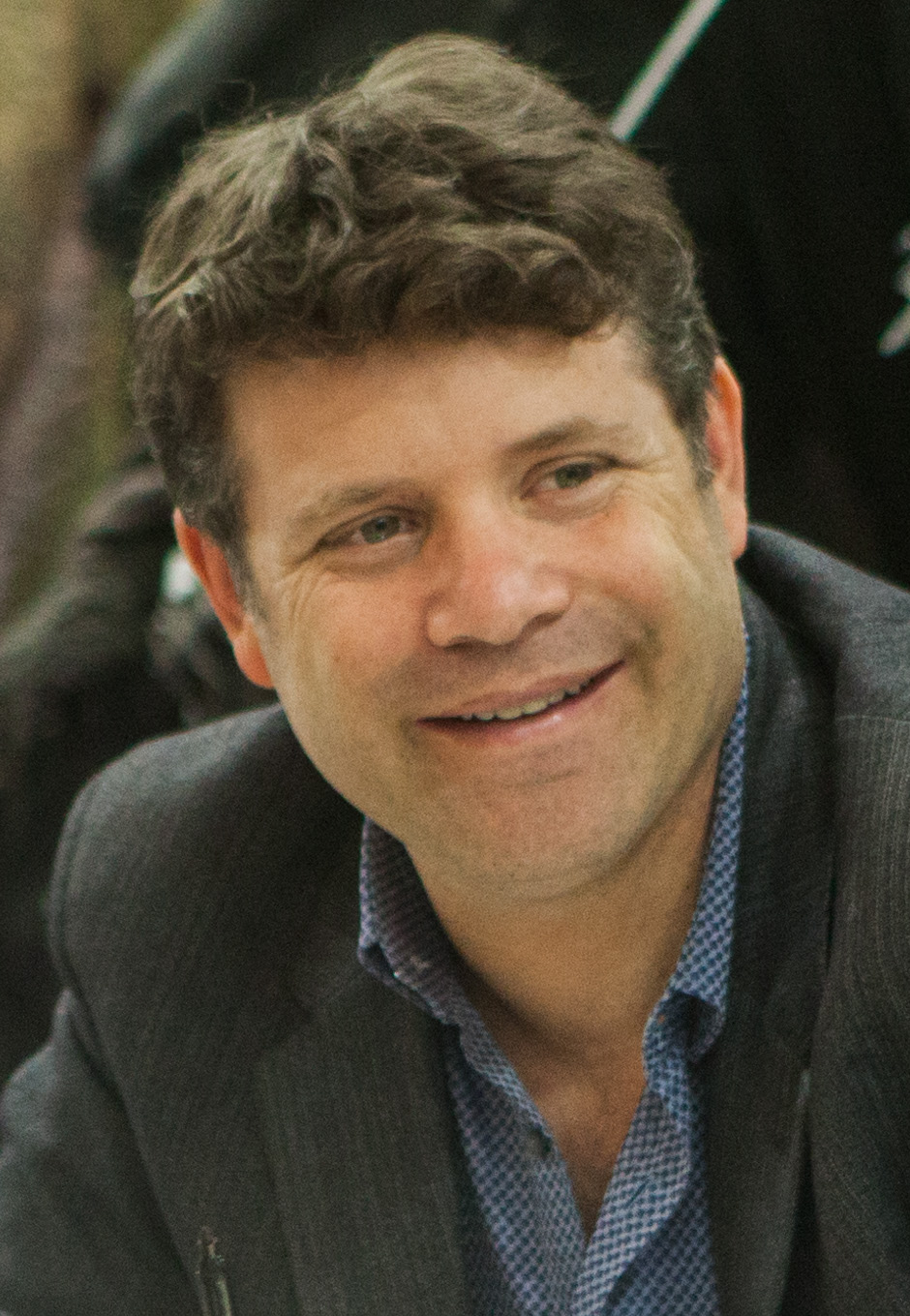
Sean Astin interprète Bob Newby.
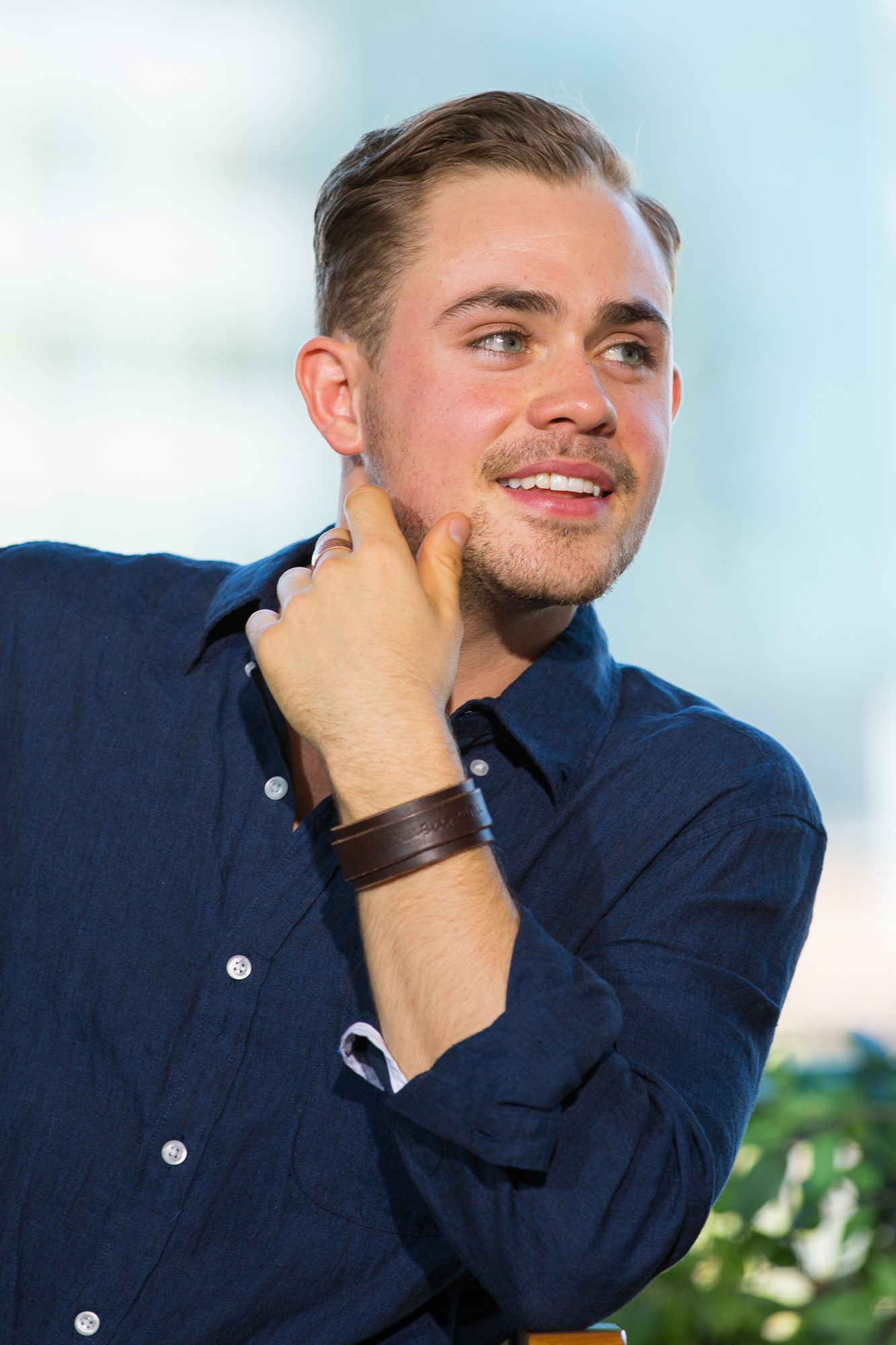
Dacre Montgomery interprète Billy Hargrove.
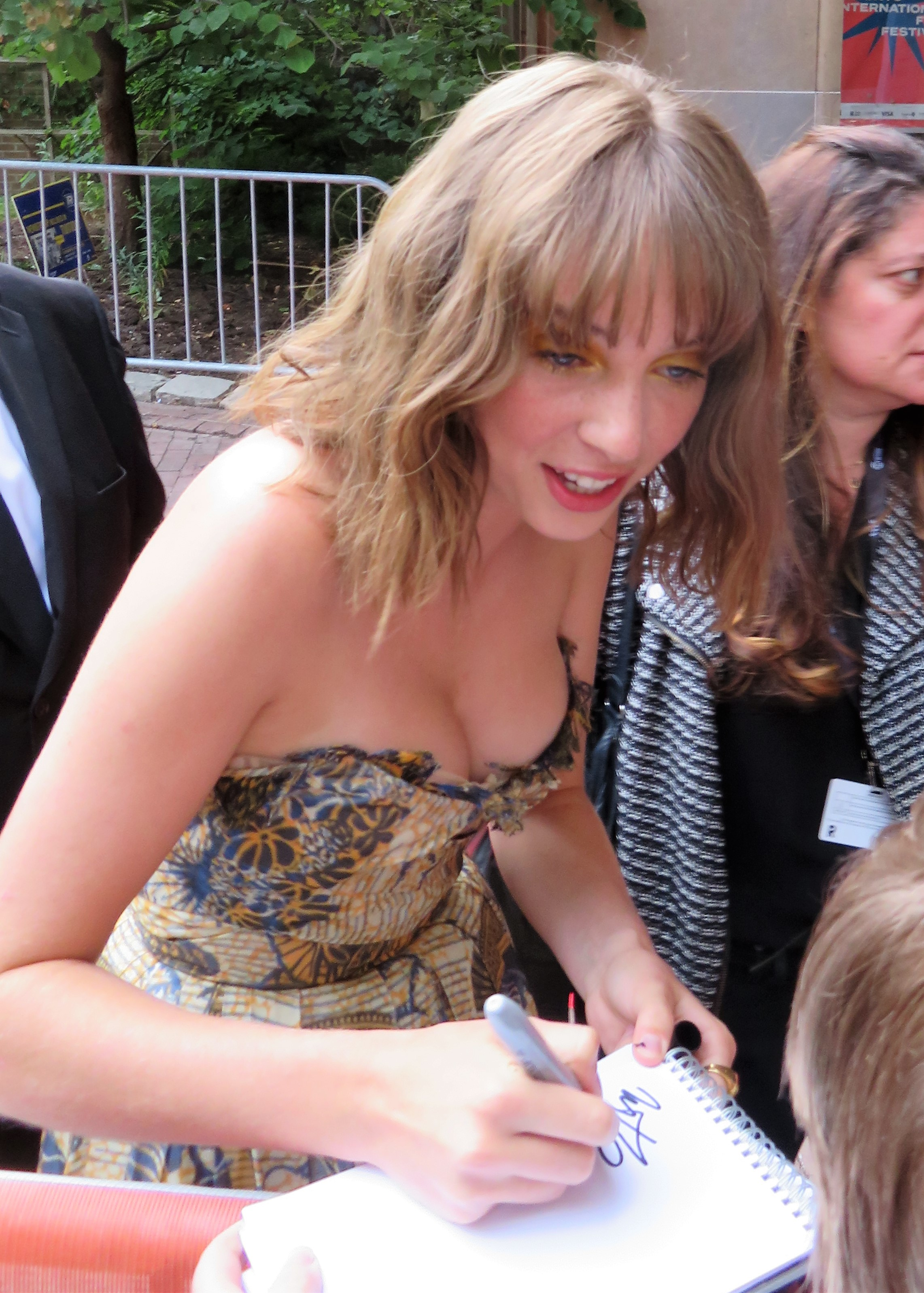
Maya Hawke interprète Robin Buckley.
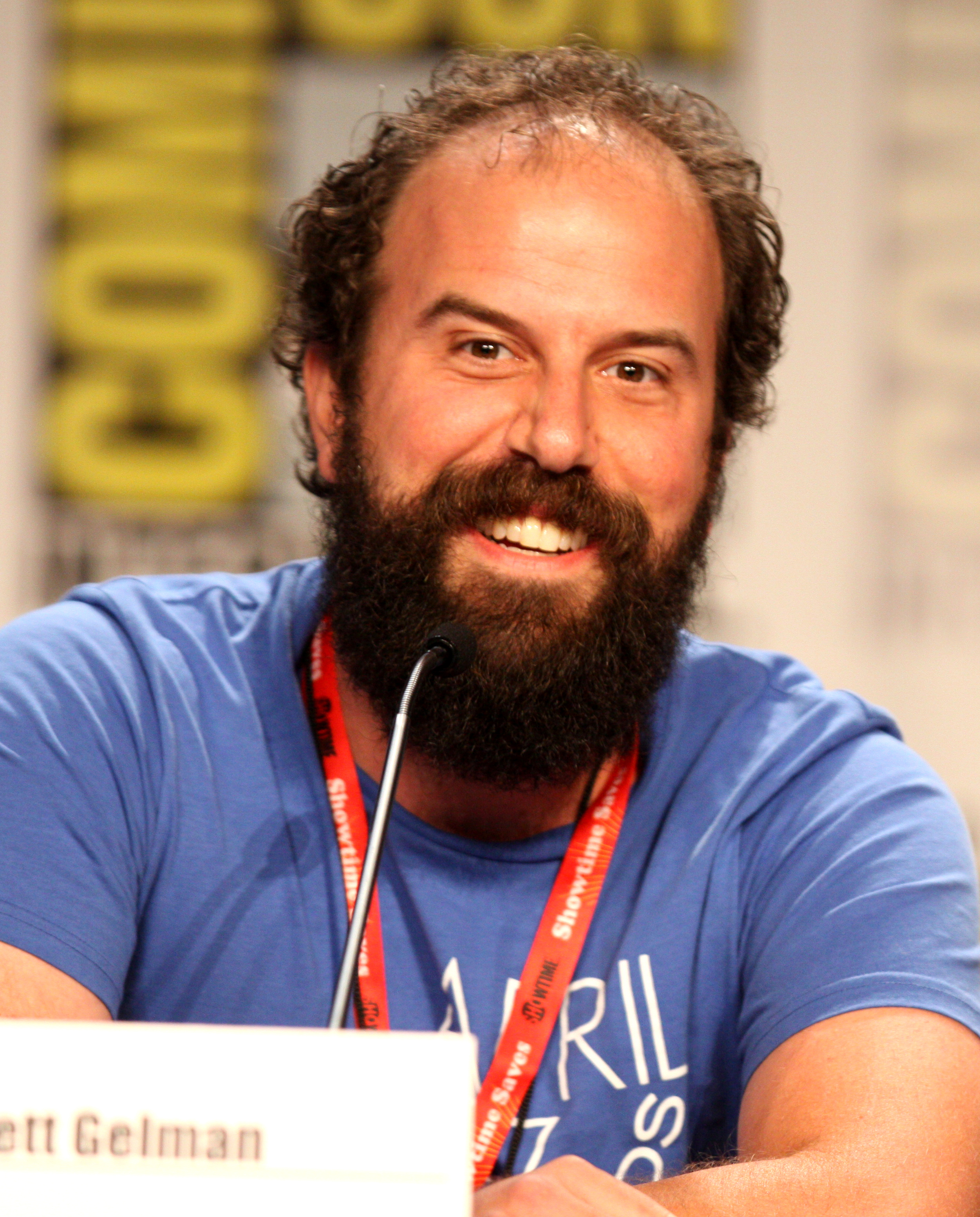
Brett Gelman interprète Murray Bauman.
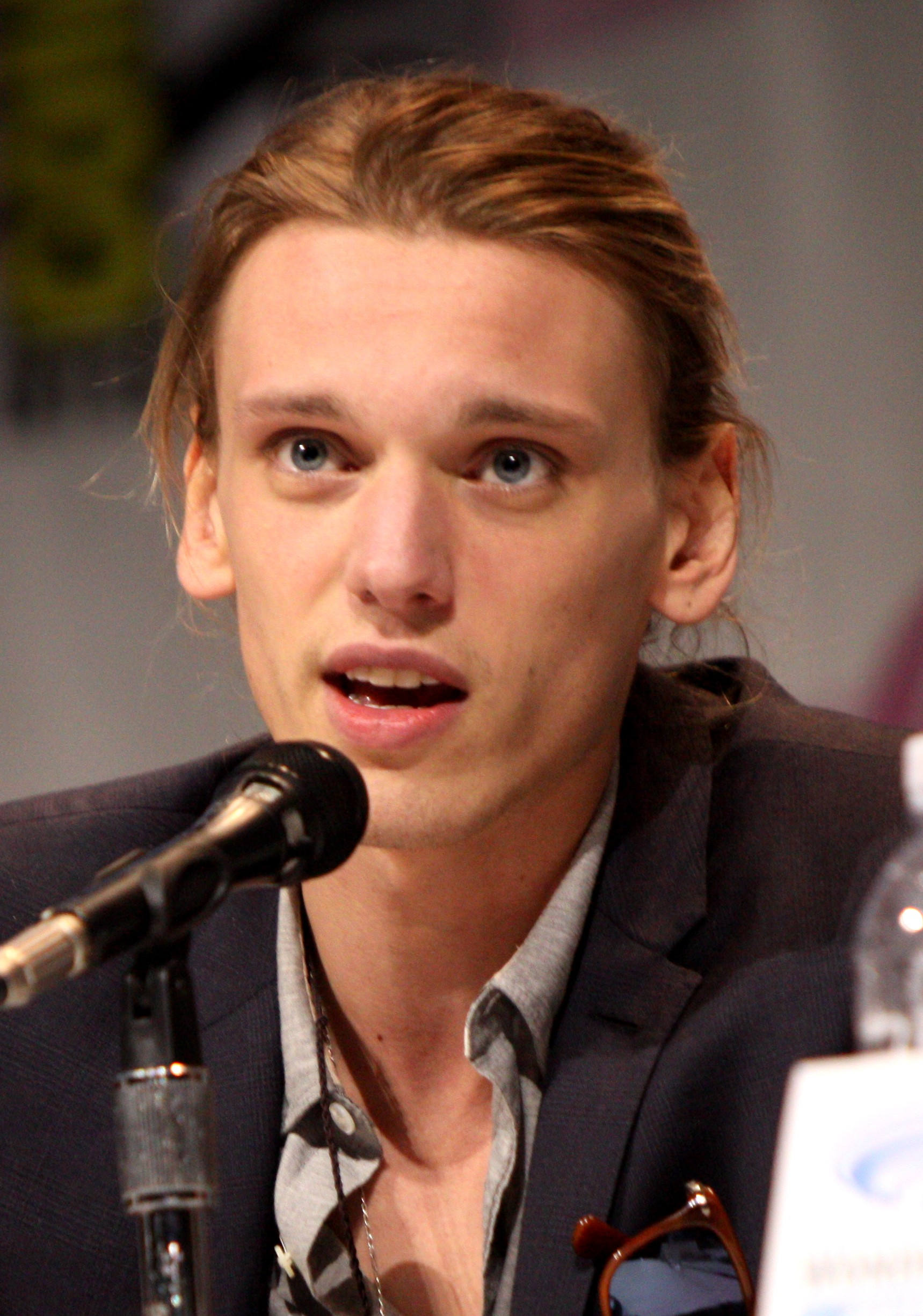
Jamie Campbell Bower interprète Henry/Vecna/Un.

### Acteurs récurrents

#### Introduits lors de la première saison
- Joe Chrest (VF : Xavier Béja) : Ted Wheeler, mari de Karen et père de Nancy et de Mike
- Shannon Purser (VF : Flora Kaprielian) : Barbara Holland, meilleure amie de Nancy (saison 1)
- Rob Morgan (VF : Jean-Paul Pitolin) : l'adjoint Calvin Powell, collègue de Hopper (saisons 1, 2 et 4, invité saison 3)
- Peyton Wich (VF : Sophie Arthuys) : Troy (saison 1)
- Randall P. Havens (VF : Vincent Ropion) : Scott Clarke, professeur de Mike, Lucas, Dustin et Will (saisons 1 et 2, invité saison 3)
- Cade Jones (VF : Clara Soares) : James, ami de Troy (saison 1)
- Aimee Mullins (VF : Cécile Marmorat) : Terry Ives, mère de Jane / Onze (saison 2, invitée saisons 1 et 4)
- Amy Seimetz (VF : Alice Taurand) : Becky Ives, tante de Jane / Onze (saison 2, invitée saison 1)
- Catherine Dyer (VF : Magali Rosenzweig) : Connie Frazier, collègue de Brenner (saison 1)
- Ross Partridge (VF : Valéry Schatz) : Lonnie Byers, ex-mari de Joyce et père de Jonathan et de Will (saison 1)
- Susan Shalhoub Larkin (VF : Cathy Cerdà puis Anne Plumet) : Florence, secrétaire du commissariat de Hawkins (saisons 1 et 2, invitée saison 3)
- Chelsea Talmadge (VF : Youna Noiret) : Carol, amie de Steve (saison 1, invitée saison 2)
- Chester Rushing (VF : Romain Altché) : Tommy H., ami de Steve (saisons 1 et 2)
- John Paul Reynolds (VF : Benjamin Gasquet) : l'officier Phil Callahan, collègue de Hopper (saisons 1, 2 et 4, invité saison 3)
- Mark Steger : le Démogorgon (saison 1)
- Tinsley et Anniston Price (VF : Manon Adolphe) (saison 4) : Holly Wheeler, petite sœur de Nancy et de Mike

#### Introduits lors de la deuxième saison
- Linnea Berthelsen (VF : Céline Legendre-Herda) : Kali Prasad / Huit, « sœur » de Onze (saison 2)
- Catherine Curtin (VF : Anne Plumet) : Claudia Henderson (saisons 2 et 4, invitée saison 3)
- Abigail Cowen (VF : Audrey Sourdive) : Vicki Carmichael (saison 2)
- Will Chase (VF : Yann Sundberg) : Neil Hargrove (saison 2)
- Jennifer Marshall (VF : Antonella Colapietro) : Susan Hargrove (saisons 2, 3 et 4).

#### Introduits lors de la troisième saison
- Francesca Reale (VF : Camille Donda) : Heather Holloway (saison 3)
- Cary Elwes (VF : Éric Aubrahn) : Maire Larry Kline (saison 3)
- Jake Busey (VF : Maurice Decoster) : Bruce Lowe (saison 3)
- Alec Utgoff (VF : Jean Rieffel) : Alexei (saison 3)
- Michael Park (en) (VF : Jean-Pascal Quilichini) : Tom Holloway (saison 3)
- Peggy Miley (VF : Cathy Cerda) : Doris Driscoll (saison 3)
- Andrey Ivchenko (VF : Michaël Aragones) : Grigori (saison 3)
- Arthur Darbinyan : Docteur Zharkov (saison 3)
- Misha Kuznetsov (VF : Mathieu Rivolier) : Ozerov (saison 3)
- Gabriella Pizzolo (en) (VF : Camille Timmerman) : Suzie Bingham (saison 4, invitée saison 3)

#### Introduits lors de la quatrième saison
- Tom Wlaschiha (VF : Xavier Fagnon) : Dmitri Antonov / Enzo
- Eduardo Franco (VF : Donald Reignoux) : Argyle, le meilleur ami de Jonathan Byers
- Robert Englund (VF : Jean-François Vlérick) : Victor Creel (saison 4)
- Mason Dye (VF : Arnaud Laurent) : Jason Carver (saison 4)
- Sherman Augustus (VF : Frédéric Souterelle) : Lieutenant-colonel Jack Sullivan
- Nikola Djuricko (VF : Sacha Petronijevic) : Yuri Ismaylov
- Logan Riley  Bruner (VF : Benjamin Bollen) : Fred Benson (saison 4)
- Gwydion Lashlee-Walton : Gareth (saison 4)
- Grant Goodman : Freak #1 (saison 4)
- Sophia Joss (VF : Iliana Sakji) : Tabitha
- Trey Best : Jeff (saison 4)
- Myles Truitt (VF : Jonathan Gimbord) : Patrick McKinney (saison 4)
- Amybeth McNulty (VF : Soizic Fonjallaz) : Vickie
- Regina Ting Chen : Mme Kelley
- Grace Van Dien (VF : Elsa Bougerie) : Chrissy Cunningham (saison 4)
- Elodie Grace Orkin (VF : Zina Khakhoulia) : Angela (saison 4)

Version française
- Société de doublage : Deluxe Media Paris
- Direction artistique : Ivana Coppola
- Adaptation des dialogues : Fanny Béraud et Caroline Lecoq

 Source et légende : version française (VF) sur RS Doublage et Doublage Séries Database

## Production

### Développement
À l'origine, le titre du scénario était provisoirement Montauk en raison du lieu où se déroulait l'histoire : Montauk, un hameau situé dans la ville d'East Hampton dans le comté de Suffolk à New York. Sous la production de Shawn Levy, l'histoire s'est déplacée en Indiana, dans le Midwest,.
Les créateurs de la série ont cité les œuvres des années 1980 de Stephen King et de Steven Spielberg comme étant leurs principales influences.
Netflix annonce le 2 avril 2015 la commande d'une première saison de huit épisodes de la série et, le 17 janvier 2016, la diffusion de la première saison le 15 juillet 2016.
Le 31 août 2016, Netflix annonce le renouvellement de la série pour une deuxième saison,.
Le 27 juillet 2017, la série est officiellement renouvelée pour une troisième saison, prévue pour le début de l'été 2018. En juillet 2018, à la suite de retard dans la production, David Harbour déclare que l'intrigue de la saison sera plus sombre que les précédentes, se déroulera en 1985 et plus précisément en été, repoussant ainsi sa diffusion au début de l'été 2019,.
Le 30 septembre 2019, la série est renouvelée pour une quatrième saison. Les créateurs de la série annoncent officiellement que l'intrigue de cette saison ne se déroulera pas dans la ville de Hawkins. Le 14 février 2020, Netflix dévoile une première bande-annonce de la quatrième saison. Le 25 mars 2020, en raison de la pandémie de Covid-19, la quatrième saison, initialement prévue, selon David Harbour, pour début 2021, est repoussée. La quatrième saison est prévue en 2022.
Le 17 février 2022, Netflix annonce sur Twitter que la partie 1 de la quatrième saison sera diffusée le 27 mai 2022 et la partie 2 le 1er juillet 2022. Cette nouvelle est accompagnée d'un communiqué de Matt Duffer et Ross Duffer qui annoncent que la cinquième saison sera la dernière.

### Attribution de rôles
Le 20 août 2015, Netflix annonce que Finn Wolfhard, Millie Bobby Brown, Gaten Matarazzo, Caleb McLaughlin, Noah Schnapp, Natalia Dyer et Charlie Heaton ont été retenus.
En octobre 2015, Matthew Modine est confirmé pour rejoindre la distribution principale. En août 2016, l'acteur est confirmé pour revenir dans la deuxième saison en tant qu'invité,.
Durant la première saison, les protagonistes combattent un monstre, le Demogorgon, interprété par Mark Steger,.
En octobre 2016, Noah Schnapp, récurrent lors de la première saison, est promu principal pour la deuxième saison. Quelques jours après, Joe Keery également récurrent lors de la première saison est aussi promu principal pour la deuxième saison. Puis, il est annoncé que Sadie Sink et Dacre Montgomery rejoignent la distribution principale de la deuxième saison et camperont respectivement Max, nouvelle amie des garçons et Billy, demi-frère plus âgé de celle-ci, au caractère violent et autoritaire,.
En novembre 2016, Sean Astin, Paul Reiser et Linnea Berthelsen ont obtenu un rôle récurrent lors de la deuxième saison.
Lors de la troisième saison, les producteurs de la série annoncent l'arrivée de nouveaux personnages, dont Larry Kline le maire d'Hawkins, un journaliste du nom de Bruce, puis une jeune fille nommée Robin dont le rôle sera joué par Maya Hawke.
En février 2020, Tom Wlaschiha (vu dans Game of Thrones) rejoint la distribution, dans le rôle d'un soldat russe, lors de la quatrième saison. En novembre, Netflix dévoile l'arrivée de l'acteur Robert Englund au casting de la quatrième saison dans un rôle récurrent aux côtés de Tom Wlaschiha, Sherman Augustus, Nikola Djuricko et Mason Dye,. Les acteurs Jamie Campbell Bower, Eduardo Franco et Joseph Quinn sont quant à eux intégrés au casting principal. Le rôle de Quinn est décrit comme « à l'épicentre de l'intrigue de la saison. » tandis que Bower interprète le rôle d'un infirmier attentionné dans un hôpital psychiatrique, nouveau décor de la saison. Le personnage de Robert Englund se nomme Victor Creel et se trouve être un patient de l'hôpital psychiatrique, perturbé et intimidant, enfermé pour avoir commis un meurtre dans les années 1950. Wlaschita joue le rôle de Dmitri, un gardien de prison russe qui se liera d'amitié avec Hopper, révélé être « le prisonnier américain ». Nikola Djuricko campe le rôle de Yuri, un contrebandier russe imprévisible. Le meilleur ami de Jonathan Byers, à savoir un personnage du nom de Argyle, est joué par Eduardo Franco. Il est décrit comme un garçon qui aime s'amuser et qui travaille comme livreur de pizzas pour Surfer Boy Pizza. Pour Mason Dye, son rôle est Jason Carver, décrit comme « beau, riche, star de football qui sort avec la fille la plus populaire du lycée. » Enfin, le personnage du Colonel Sullivan, joué par Augustus, est un homme « intelligent, qui pense savoir comment arrêter la perversité à Hawkins une fois pour toutes. »

### Tournage
« Hawkins (Stranger Things) » et « Hawkins (Indiana) » redirigent ici. Pour les autres significations, voir Hawkins.
« Comté de Rowan (Stranger Things) » et « comté de Rowan (Indiana) » redirigent ici. Pour les autres significations, voir comté de Rowan.
Les frères avaient souhaité filmer la série dans la région de Long Island pour correspondre au concept initial de Montauk. Cependant, le tournage devant avoir lieu en novembre 2015, il était difficile de tourner à Long Island par temps froid, et la production a commencé à rechercher des lieux dans et autour de la région d'Atlanta, en Géorgie. Les frères, qui ont grandi en Caroline du Nord, ont trouvé de nombreux endroits qui leur ont rappelé leur propre enfance dans cette région et ont estimé que la région fonctionnerait bien avec le changement narratif vers la ville fictive de Hawkins et dans le comté de Rowan, un comté lui-même fictif, dans l'Indiana.
Le tournage de la première saison a commencé en novembre 2015 et a été principalement réalisé à Atlanta, en Géorgie, avec les Frères Duffer et Levy chargés de la réalisation des épisodes individuels. La ville de Jackson, également située dans l'État de Géorgie, a servi de base pour Hawkins. Les autres lieux de tournage comprenaient le Georgia Mental Health Institute (en) en tant que site du laboratoire national de Hawkins, la carrière Bellwood, le lycée Patrick Henry à Stockbridge (Géorgie), pour les scènes du collège et du lycée, le département de formation continue de l'université Emory, l'ancien hôtel de ville de Douglasville (Géorgie), le Georgia International Horse Park à Conyers (Géorgie), le tribunal des successions du comté de Butts (Géorgie), l'Old East Point Library et la Première église baptiste à East Point (Géorgie), Fayetteville (Géorgie), Stone Mountain Park à Palmetto (Géorgie) et Winston (en) (Géorgie). Le travail de plateau a été effectué aux Screen Gem Studios à Atlanta et la série a été filmée avec une caméra RED Dragon. Le tournage de la première saison s'est terminé début 2016.
Après la fin du tournage de la troisième saison, les producteurs ont envisagé l'idée de conserver le centre commercial Starcourt comme une attraction permanente pour les fans à visiter, mais ont finalement décidé de ne pas le faire.

La quatrième saison se compose de neuf épisodes, le premier s'intitulant Chapter One: The Hellfire Club. Le tournage de la saison a débuté en janvier 2020 et a duré jusqu'en août. Au moment de la sortie d'un teaser en février 2020 pour la quatrième saison, les Duffers ont confirmé qu'il avait commencé. Il s'est déroulé en Lituanie et a repris, après une pause, en mars 2020 à Atlanta. Certaines prises de vues de la quatrième saison ont eues lieu à la prison de Lukiškės (en) et à proximité de Vilnius, en Lituanie. En mars 2020, le tournage a été interrompu en raison de la pandémie de Covid-19. Il a repris en septembre 2020, en Géorgie. Un hôpital psychiatrique sera l'un des décors de la quatrième saison.

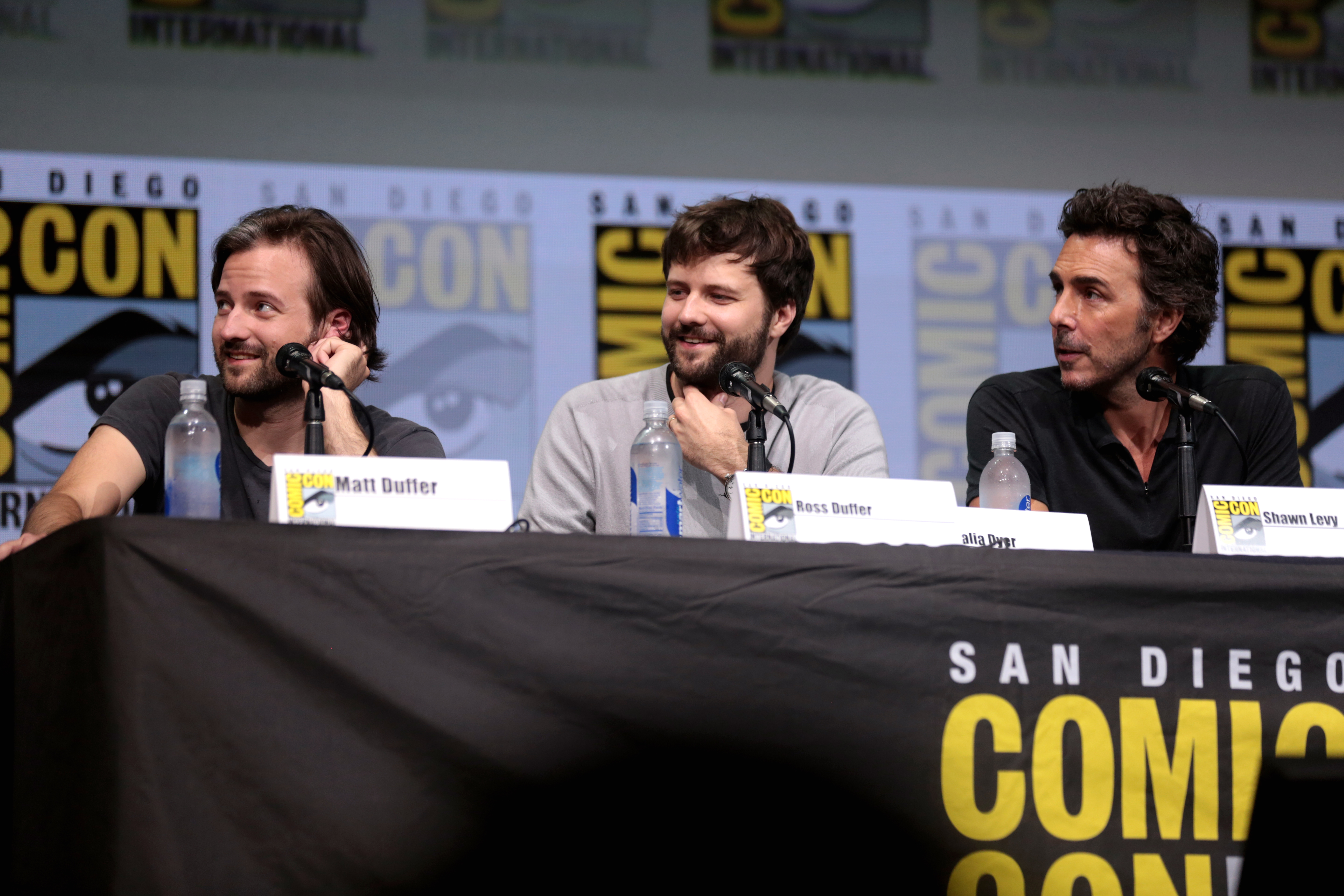
Matt et Ross Duffer avec Shawn Levy.

### Placement de produits
Stranger Things procède au placement de nombreux produits, dont les gaufres précuites congelées de la marque Eggo de Kellogg's, mets préféré d'Eleven (« Onze », dans la version française), servant à l'intrigue. La série a contribué à les faire connaître en dehors des États-Unis et du Canada, les deux seuls pays où elles sont commercialisées,.
La saison 3 fait l'objet quant à elle de plusieurs placements produits de la marque de soda Coca-Cola. La firme d'Atlanta a même ressorti pour l'occasion le New Coke, recette qui avait été lancée sur le marché en 1985 pour remplacer la recette originale.

## Épisodes
| Saisons | Nombre d'épisodes | Diffusion originale sur Netflix | Diffusion originale sur Netflix | Diffusion originale sur Netflix |
| ------- | ----------------- | ------------------------------- | ------------------------------- | ------------------------------- |
| 1       | 8                 | 15 juillet 2016                 | 15 juillet 2016                 | 15 juillet 2016                 |
| 2       | 9                 | 27 octobre 2017                 | 27 octobre 2017                 | 27 octobre 2017                 |
| 3       | 8                 | 4 juillet 2019                  | 4 juillet 2019                  | 4 juillet 2019                  |
| 4       | 9                 | 27 mai 2022 (1re partie)        | 1er juillet 2022 (2e partie)    | X                               |
| 5       | 8                 | 27 novembre 2025 (1re partie)   | 26 décembre 2025 (2e partie)    | 1er janvier 2026 (3e partie)    |

### Première saison (2016)
1. Chapitre Un : La Disparition de Will Byers (Chapter One: The Vanishing of Will Byers)
2. Chapitre Deux : La Barjot de Maple Street (Chapter Two: The Weirdo on Maple Street)
3. Chapitre Trois : Petit Papa Noël (Chapter Three: Holly, Jolly)
4. Chapitre Quatre : Le Corps (Chapter Four: The Body)
5. Chapitre Cinq : La Puce et l'Acrobate (Chapter Five: The Flea and the Acrobat)
6. Chapitre Six : Le Monstre (Chapter Six: The Monster)
7. Chapitre Sept : Le Bain (Chapter Seven: The Bathtub)
8. Chapitre Huit : Le Monde à l'envers (Chapter Eight: The Upside Down)

### Deuxième saison (2017)
Composée de neuf épisodes, elle a été mise en ligne le 27 octobre 2017 sur Netflix.
1. Chapitre Un : MADMAX (Chapter One: MADMAX)
2. Chapitre Deux : Des bonbons ou un sort, espèce de taré (Chapter Two: Trick or Treat Freak)
3. Chapitre Trois : Le Batracien (Chapter Three: The Pollywog)
4. Chapitre Quatre : Will le sage (Chapter Four: Will The Wise)
5. Chapitre Cinq : Dig Dug (Chapter Five: Dig Dug)
6. Chapitre Six : L'Espion (Chapter Six: The Spy)
7. Chapitre Sept : La Sœur perdue (Chapter Seven: The Lost Sister)
8. Chapitre Huit : Le Flagelleur mental (Chapter Eight: The Mind Flayer)
9. Chapitre Neuf : Le Portail (Chapter Nine: The Gate)

### Troisième saison (2019)
Composée de huit épisodes, elle a été mise en ligne à partir du 4 juillet 2019 sur Netflix.
1. Chapitre Un : Suzie, tu me reçois ? (Chapter One: Suzie, Do You Copy ?)
2. Chapitre Deux : Comme des rats (Chapter Two: The Mall Rats)
3. Chapitre Trois : La Maître-nageuse disparue (Chapter Three: The Case of the Missing Lifeguard)
4. Chapitre Quatre : Le Sauna (Chapter Four: The Sauna Test)
5. Chapitre Cinq : L'Armada (Chapter Five: The Flayed)
6. Chapitre Six : E pluribus unum (Chapter Six: E Pluribus Unum)
7. Chapitre Sept : La Morsure (Chapter Seven: The Bite)
8. Chapitre Huit : La Bataille de Starcourt (Chapter Eight: The Battle of Starcourt)

### Quatrième saison (2022)
Composée de neuf épisodes, la première partie est mise en ligne le 27 mai 2022 et la deuxième partie le 1er juillet 2022 sur Netflix.

#### Volume 1
1. Chapitre Un : Le Club Hellfire (Chapter One: The Hellfire Club[51])
2. Chapitre Deux : La Malédiction de Vecna (Chapter Two: Vecna's Curse)
3. Chapitre Trois : Le Monstre et la Super-héroïne (Chapter Three: The Monster and the Superhero)
4. Chapitre Quatre : Cher Billy (Chapter Four: Dear Billy)
5. Chapitre Cinq : Projet « Nina » (Chapter Five: The Nina Project)
6. Chapitre Six : Le Plongeon (Chapter Six: The Dive)
7. Chapitre Sept : Le Massacre du laboratoire d'Hawkins (Chapter Seven: The Massacre at Hawkins Lab)

#### Volume 2
1. Chapitre Huit : Papa (Chapter Eight: Papa)
2. Chapitre Neuf : L'Infiltration (Chapter Nine: The Piggyback)

### Cinquième saison (2025)
Note : Pour les informations de renouvellement voir la section production.
Composée de huit épisodes, la saison est prévue pour 2025 (le 27 Novembre, 26 décembre et le 1er Janvier) sur Netflix.

#### Volume 1
1. Chapitre Un : Mission de secours (Chapter One: The Crawl)
2. Chapitre Deux : La Disparition de … (Chapter Two: The Vanishing of ...)
3. Chapitre Trois : Le Piège (Chapter Three: The Turnbow Trap)
4. Chapitre Quatre : Sorcellerie (Chapter Four: Sorcerer)

#### Volume 2
1. Chapitre Cinq : Plan de choc (Chapter Five: Shock Jock)
2. Chapitre Six : S'échapper de Camazotz (Chapter Six: Escape From Camazotz)
3. Chapitre Sept : Le Pont (Chapter Seven: The Bridge)

#### Volume 3
1. Chapitre Huit : Le Monde à l'endroit (Chapter Eight: The Rightside Up)

Source des titres FR

## Univers de la série

### Personnages

#### Principaux
- Joyce Byers : mère de Jonathan et de Will. Femme effacée et nerveuse mais d'un courage tout à fait extraordinaire, obstinée et notablement ancienne petite-amie de Jim, elle n'hésitera jamais à se sacrifier pour ses enfants, dût-elle en devenir folle.
- Jim Hopper : chef de la police d'Hawkins. Ayant découvert les étranges phénomènes qui se déroulaient dans sa circonscription, ce quadragénaire grincheux et rude va toutefois tout faire pour aider la famille Byers dans ses invraisemblables ennuis. Se liant avec Onze d'une affection lui rappelant douloureusement sa fille décédée, Jim se posera rapidement en père adoptif maladroit mais sincère.
- Mike Wheeler : petit frère de Nancy et meilleur ami de Will. Déterminé et bavard ; acharné dans la recherche de ce dernier, qu'il apprécie profondément, et la destruction du Monstre de l'Ombre, sa rencontre amoureuse indéfectible avec Onze bouleversera un temps la bande d'amis dont il fait partie avec Will, Lucas et Dustin.
- Jane Hopper (née Ives) / « Onze » / « Elfe » : jeune fille mystérieuse arrachée à sa mère biologique, transformée en arme par le docteur Brenner des services secrets américains, ayant de puissants pouvoirs de télékinésie et de télépathie. Ignorante du monde et de ses us et coutumes, l'ex-détenue caractérielle mais sincère peine à s'adapter, bien qu'elle conserve son unique amour, Mike, comme point de repère dans un monde dangereux et cruel. Sa sœur d'élevage, Kali, dite sujet 008 et devenue une paria de la société, possède, elle, le pouvoir de manipuler l'esprit par hallucinations.
- Dustin Henderson : membre de la bande d'Hawkins. Moqué pour son poids et ses dents, il n'en reste pas moins curieux, extravagant et hyperactif, et grand complice de son professeur de Sciences. Il est tombé amoureux d'une jeune fille qui lui est semblable, de la communauté des Mormons.
- Lucas Charles Sinclair : grand frère d'Erica et membre de la bande d'Hawkins. De mauvais caractère mais blagueur et avisé, à l'occasion un peu vaniteux, sa rencontre avec Max changera également sa vision de la bande. Sa sœur Érica, une fillette capricieuse et agaçante, aidera toutefois Robin, Dustin et Steve à pénétrer dans la base soviétique secrète aux États-Unis de Starcourt.
- Will Byers : petit frère de Jonathan et membre de la bande d'Hawkins. Réservé, mutique et rêveur, il est cependant un garçon passionné et candide. Au mauvais moment au mauvais endroit, cet adolescent infortuné s'est plusieurs fois retrouvé face à face avec les créatures du monde à l'envers, dont le redoutable Monstre de l'Ombre (ou flagelleur mental), qui l'ont pris pour cible afin de conquérir l'Univers.
- Maxine « Max » Mayfield alias « MadMax » : petite demi-sœur de Billy. Jeune fille indépendante, expressive et malicieuse, douée aux jeux vidéo et « nomade » selon ses dires, mais issue d'une famille recomposée parfaitement dysfonctionnelle. Elle est en couple avec Lucas, et n'hésite pas à lui en faire voir de toutes les couleurs.
- Billy Hargrove : demi-frère aîné de Max Mayfield, il fait écho aux abus de son père dans son comportement envers elle et ses amis, ainsi qu'en s'en prenant à d'autres personnages. C’est l'antagoniste tertiaire des saisons 2 et 3.
- Nancy Wheeler : grande sœur de Mike. Adolescente têtue et versatile mais affable et perspicace. Après être sortie avec Steve Harrington, très populaire au sein de son lycée, elle se tournera vers Jonathan, qui a traversé les mêmes épreuves qu'elle.
- Jonathan Byers : grand frère de Will. Adolescent timide et émotif. Passionné par la photographie et Nancy Wheeler, il aime tendrement son frère et le recherchera par tous les moyens.
- Steve Harrington : adolescent bien intentionné et protecteur mais parfois excessif, respecté dans son lycée avant l'arrivée de Billy Hargrove. Son amour pour Nancy n'ira pas loin ; ses mésaventures avec l'armée soviétique le rapprocheront pourtant finalement de Robin, sa collègue de travail fière et cynique, ainsi qu'homosexuelle.
- Robin Buckley : collègue de travail de Steve. Homosexuelle, elle se lie d'amitié avec Steve.
- Erica Sinclair : petite sœur de Lucas. Intelligente avec beaucoup d'humour qui n'hésite pas à faire des remarques désobligeantes à son frère, lequel aime à la qualifier de peste.
- Karen Wheeler : mère de Nancy et Mike. Elle préfère penser à elle-même avant de se soucier de ses enfants.
- Bob Newby : ancien petit ami de Joyce, passionné d'informatique et d'électronique, jovial et souriant mais aussi courageux à ses heures perdues.

#### Ennemis
- Le Flagelleur mental (ou Monstre de l'Ombre) : titanesque créature arachnoïde et tentaculaire régnant sur le monde à l'envers. Son unique objectif est de conquérir les Univers, quitte à posséder des hôtes et à envoyer ses démogorgons ravager d'autres mondes.
- Les Démogorgons et Démochiens : sauriens carnivores du monde à l'envers, agiles et impitoyables, quasiment indestructibles. Ils forment, avec les zombies, l'armée du Monstre de l'Ombre. Ils ont été baptisés ainsi par Mike, Dustin et Lucas en référence au Prince des Démons du jeu Donjons et Dragons.
- Vecna (ou Henry Creel / Peter Ballard / Un) : créature d'origine humaine, résidant dans le manoir de la famille Creel dans le monde à l'envers. Doté de puissants pouvoirs psychiques, Vecna réalise de nombreux meurtres d'adolescents à Hawkins. Toutes ses victimes ont la particularité d'avoir des problèmes psychologiques liés à un évènement de leur passé. Ces meurtres permettent également à Vecna d'ouvrir de nouveaux portails entre le monde réel et le monde à l'envers. Premier sujet trouvé par Brenner, son envoi dans le monde à l'envers par Onze après le massacre du laboratoire d'Hawkins a déclenché les événements de la série.
- Les États-Unis d'Amérique : ses recherches secrètes et illégales sur Onze et le monde à l'envers ont conduit aux sanglants incidents d'Hawkins.
- Dr Martin Brenner : chercheur américain du projet MK-Ultra, tortionnaire pragmatique mais également père adoptif de Onze. Son collègue, le Dr Sam Owens, plus conciliant et débrouillard, prendra son poste après son décès apparent.
- L'Union des républiques socialistes soviétiques (URSS) : ses recherches secrètes dans le sous-sol des États-Unis, afin de recréer le portail vers le monde à l'envers, tourneront au désastre. Dans ses rangs, le Dr Alexei, ingénieur soviétique collaborant avec Joyce et Hopper.
- Billy Hargrove : grand demi-frère de Max. Adolescent instable, maniaque et violent, réduit à ce statut par son père tyrannique. Vampirisé et possédé par le Flagelleur, il n'aura de cesse de transformer les habitants de la ville en zombies pour ce dernier.

### Musique
La musique originale est composée par Kyle Dixon et Michael Stein du groupe Survive originaire d'Austin. Le premier volume de la bande originale est commercialisé en téléchargement et en streaming le 10 août 2016. Le second volume est quant à lui diffusé le 19 août 2016. Le volume 1 sortira ensuite en CD le 16 septembre 2016, suivi une semaine plus tard par le CD du second volume.

## Accueil

### Audiences
D'après Symphony Advanced Media (SymphonyAM), Stranger Things a été vue par 8,2 millions de personnes durant les seize premiers jours de sa diffusion,, ce qui en fait, en août 2016, l'une des séries originales de Netflix les plus populaires de l'histoire du diffuseur : la troisième après Fuller House 20 Years (La Fête à la maison : 20 ans après) et Orange Is the New Black (L'Orange lui va si bien) ; et, en considérant Fuller House 20 Years comme une suite de Full House (La Fête à la maison), pour la première saison d'une série.
Elle a été la série télévisée la plus regardée en streaming dans le monde en 2017 et 2018,,.
Stranger Things est depuis 2021 la deuxième émission de télévision la plus regardée sur Netflix avec plus d'un milliard d'heures de visionnages juste derrière Squid Game.
La troisième saison a battu un record avec plus de 40,7 millions de comptes depuis son lancement le 4 juillet 2019 sur la plateforme de streaming Netflix,

### Accueil critique
La série a été acclamée par la critique et les téléspectateurs. Le site de critiques Rotten Tomatoes a ainsi donné une cote d'approbation de 90 % à Stranger Things, sur la base de 30 critiques, avec une note moyenne de 7,8 / 10. La majorité des critiques décrit la série ainsi : « exaltante, déchirante, et parfois effrayante, Stranger Things agit comme un hommage addictif aux films de Spielberg et à la télévision des années 1980 ». Sur Metacritic, la série obtient un score de 75 sur 100, sur la base 30 commentaires, indiquant des critiques « généralement favorables ». La série a également reçu une note de 9,1 sur 10 sur Internet Movie Database.
The Guardian classe Stranger Things 3e meilleure série de l'année 2016.
Le magazine Rolling Stone classe Stranger Things 9e meilleure série de l'année 2017.

#### États-Unis
Selon David Wiegand, du San Francisco Chronicle, « Stranger Things rend hommage avec passion aux grands films de science-fiction des années 1980 […], mais il y a une autre raison qui fait que cette série de Netflix est si marquante : elle nous ramène à une époque où la télévision et la culture populaire semblaient plus candides, moins compliquées et simplement plus divertissantes qu'aujourd'hui ».
Pour Mark A. Perigard, du Boston Herald, « Winona Ryder offre une performance solide dans le rôle de la mère, fragile mais déterminée quand la vie de ses enfants est en danger. David Harbour en shérif tourmenté est une révélation, et il mérite d'obtenir par la suite plus de rôles de premier plan. La série offre de vrais moments de peur mais aussi des passages déchirants qui conduisent jusqu'à un apogée de taille ». Quant à Dan Fienberg du The Hollywood Reporter, il avoue que « ce qui arrive aux personnages de Stranger Things vous importe car ils sont écrits avec authenticité et ils sont joués à merveille, particulièrement les enfants (…). Si la série regarde en arrière, cela ne l'empêche pas de tenir debout avec brio » et Maureen Ryan du Variety ne cache pas que « ce drama prometteur a des choses ambiguës et tristes dans la tête, et les contours familiers de son intrigue sont plus efficaces quand ils servent de couverture à de plus profondes explorations ».

#### France
Constance Jamet du Figaro admet que « la nouvelle série fantastique de Netflix, avec Winona Ryder et Matthew Modine, est une lettre d’amour au cinéma et à la pop culture des années 1980. Cet hommage vibrant ne vire jamais dans le plagiat et s’émancipe de ses maîtres pour mieux happer le spectateur ».
Pierre Sérisier du Monde souligne « un divertissement de qualité : une histoire simplissime qui se suit sans effort, provoque à la fois la peur, le rire et l’émotion, en offrant en bonus de multiples niveaux de lecture » et Pierre Langlais de Télérama assure que « l'intrigue, mystérieuse mais claire et efficace, fonctionne parfaitement à défaut d'être originale. Les Duffer connaissent le vocabulaire des films de genres sur le bout des doigts, et parviennent à rendre leur pudding digestif [sic], à faire en sorte que la foule de stéréotypes qui peuplent leur série ne tourne pas à l'hommage empesé ».
Philippe Guedj, dans Le Point, considère que « la série s'avère incapable de s'affranchir de sa fascination pour les totems d'enfance de Matt et Ross Duffer » et qu'elle ne fait que reprendre une imagerie des années 1980 sans rien apporter.

#### Canada
Hugo Dumas de La Presse rapporte que « Stranger Things, c'est exactement comme un bonbon sucré Gobstopper qui changeait 12 fois de couleur avant de se dissoudre complètement » et estime que « les touches d'horreur, de science-fiction et de comédie dramatique se mélangent parfaitement, ce qui débouche sur une série de huit épisodes bien construits, aucunement décousus ».

## Distinctions
| Année | Prix                                                    | Catégorie                                                                         | Nomination                                                                    | Résultat   |
| ----- | ------------------------------------------------------- | --------------------------------------------------------------------------------- | ----------------------------------------------------------------------------- | ---------- |
| 2016  | 17e cérémonie des American Film Institute Awards        | Top 10 des meilleures séries télévisées                                           | Stranger Things                                                               | Lauréat    |
| 2016  | 28e cérémonie des Producers Guild of America Awards     | Prix Norman Felton du meilleur producteur de série télévisée dramatique           | Matt et Ross Duffer, Shawn Levy, Dan Cohen, Iain Paterson                     | Lauréat    |
| 2017  | 43e cérémonie des People's Choice Awards                | Actrice science-fiction ou fantastique préférée                                   | Millie Bobby Brown                                                            | Nomination |
| 2017  | 43e cérémonie des People's Choice Awards                | Série de prime science-fiction ou fantastique du câble préférée                   | Stranger Things                                                               | Nomination |
| 2017  | 43e cérémonie des People's Choice Awards                | Série préférée                                                                    | Stranger Things                                                               | Nomination |
| 2017  | 19e cérémonie des Teen Choice Awards                    | Meilleure série de science-fiction ou fantastique                                 | Stranger Things                                                               | Nomination |
| 2017  | 19e cérémonie des Teen Choice Awards                    | Meilleure révélation masculine/féminine                                           | Finn Wolfhard                                                                 | Nomination |
| 2017  | 19e cérémonie des Teen Choice Awards                    | Meilleure révélation masculine/féminine                                           | Millie Bobby Brown                                                            | Nomination |
| 2017  | 19e cérémonie des Teen Choice Awards                    | Meilleure révélation                                                              | Stranger Things                                                               | Nomination |
| 2017  | 69e cérémonie des Primetime Emmy Awards                 | Meilleure série dramatique                                                        | Stranger Things                                                               | Nomination |
| 2017  | 69e cérémonie des Primetime Emmy Awards                 | Meilleur acteur dans un second rôle                                               | David Harbour                                                                 | Nomination |
| 2017  | 69e cérémonie des Primetime Emmy Awards                 | Meilleure actrice dans un second rôle                                             | Millie Bobby Brown                                                            | Nomination |
| 2017  | 69e cérémonie des Primetime Emmy Awards                 | Meilleure réalisation                                                             | Matt et Ross Duffer pour l'épisode Chapitre Un : La Disparition de Will Byers | Nomination |
| 2017  | 69e cérémonie des Primetime Emmy Awards                 | Meilleur scénario                                                                 | Matt et Ross Duffer pour l'épisode Chapitre Un : La Disparition de Will Byers | Nomination |
| 2017  | 69e cérémonie des Primetime Creative Arts Emmy Awards   | Meilleure actrice invitée dans une série dramatique                               | Shannon Purser                                                                | Nomination |
| 2017  | 26e cérémonie des MTV Movie & TV Awards                 | Série de l'année                                                                  | Stranger Things                                                               | Nomination |
| 2017  | 26e cérémonie des MTV Movie & TV Awards                 | Meilleur acteur/actrice dans une série                                            | Millie Bobby Brown                                                            | Lauréat    |
| 2017  | 26e cérémonie des MTV Movie & TV Awards                 | Meilleur méchant                                                                  | Demogorgon                                                                    | Nomination |
| 2017  | 26e cérémonie des MTV Movie & TV Awards                 | Meilleur héro                                                                     | Millie Bobby Brown                                                            | Nomination |
| 2017  | 38e cérémonie des Young Artist Awards                   | Meilleur jeune acteur                                                             | Noah Schnapp                                                                  | Nomination |
| 2017  | 38e cérémonie des Young Artist Awards                   | Meilleure jeune actrice                                                           | Millie Bobby Brown                                                            | Nomination |
| 2017  | 38e cérémonie des Young Artist Awards                   | Meilleur acteur adolescent                                                        | Gaten Matarazzo                                                               | Nomination |
| 2017  | 38e cérémonie des Young Artist Awards                   | Meilleur acteur adolescent                                                        | Caleb McLaughlin                                                              | Nomination |
| 2017  | 38e cérémonie des Young Artist Awards                   | Meilleur acteur adolescent                                                        | Finn Wolfhard                                                                 | Nomination |
| 2017  | 38e cérémonie des Young Artist Awards                   | Meilleure actrice adolescente                                                     | Natalia Dyer                                                                  | Nomination |
| 2017  | 33e cérémonie des Television Critics Association Awards | Émission de l'année                                                               | Stranger Things                                                               | Nomination |
| 2017  | 33e cérémonie des Television Critics Association Awards | Meilleure série dramatique                                                        | Stranger Things                                                               | Nomination |
| 2017  | 33e cérémonie des Television Critics Association Awards | Meilleure nouvelle série                                                          | Stranger Things                                                               | Nomination |
| 2017  | 23e cérémonie des Screen Actors Guild Awards            | Meilleure actrice dans une série dramatique                                       | Millie Bobby Brown                                                            | Nomination |
| 2017  | 23e cérémonie des Screen Actors Guild Awards            | Meilleure actrice dans une série dramatique                                       | Winona Ryder                                                                  | Nomination |
| 2017  | 23e cérémonie des Screen Actors Guild Awards            | Meilleure distribution pour une série dramatique                                  | Stranger Things                                                               | Lauréat    |
| 2017  | 43e cérémonie des Saturn Awards                         | Meilleure série numérique ou web-série                                            | Stranger Things                                                               | Lauréat    |
| 2017  | 43e cérémonie des Saturn Awards                         | Meilleure actrice de télévision                                                   | Winona Ryder                                                                  | Nomination |
| 2017  | 43e cérémonie des Saturn Awards                         | Meilleur jeune acteur de télévision                                               | Millie Bobby Brown                                                            | Lauréat    |
| 2017  | 21e cérémonie des Satellite Awards                      | Meilleure série télévisée de genre                                                | Stranger Things                                                               | Nomination |
| 2017  | 21e cérémonie des Satellite Awards                      | Meilleure actrice dans une série télévisée dramatique                             | Winona Ryder                                                                  | Nomination |
| 2017  | 69e cérémonie des Writers Guild of America Awards       | Meilleur nouvelle série télévisée                                                 | Stranger Things                                                               | Nomination |
| 2017  | 69e cérémonie des Writers Guild of America Awards       | Meilleure série télévisée dramatique                                              | Stranger Things                                                               | Nomination |
| 2017  | 74e cérémonie des Golden Globes                         | Meilleure série dramatique                                                        | Stranger Things                                                               | Nomination |
| 2017  | 74e cérémonie des Golden Globes                         | Meilleure actrice dans une série dramatique                                       | Winona Ryder                                                                  | Nomination |
| 2017  | Prix Hugo                                               | Meilleure présentation dramatique, forme longue                                   | Matt et Ross Duffer                                                           | Nomination |
| 2018  | 75e cérémonie des Golden Globes                         | Meilleure série dramatique                                                        | Stranger Things                                                               | Nomination |
| 2018  | 75e cérémonie des Golden Globes                         | Meilleur acteur dans un second rôle dans une série, une mini-série ou un téléfilm | David Harbour                                                                 | Nomination |
| 2018  | 24e cérémonie des Screen Actors Guild Awards            | Meilleur acteur dans une série dramatique                                         | David Harbour                                                                 | Nomination |
| 2018  | 24e cérémonie des Screen Actors Guild Awards            | Meilleure actrice dans une série dramatique                                       | Millie Bobby Brown                                                            | Nomination |
| 2018  | 24e cérémonie des Screen Actors Guild Awards            | Meilleure distribution pour une série dramatique                                  | Stranger Things                                                               | Nomination |
| 2018  | 24e cérémonie des Screen Actors Guild Awards            | Meilleure équipe de cascadeurs dans une série télévisée                           | Stranger Things                                                               | Nomination |
| 2018  | 22e cérémonie des Satellite Awards                      | Meilleure série télévisée de genre                                                | Stranger Things                                                               | Nomination |
| 2018  | 31e cérémonie des Kids' Choice Awards                   | Série télévisée préférée                                                          | Stranger Things                                                               | Lauréat    |
| 2018  | 31e cérémonie des Kids' Choice Awards                   | Actrice féminine préférée                                                         | Millie Bobby Brown                                                            | Lauréat    |
| 2018  | 27e cérémonie des MTV Movie & TV Awards                 | Meilleure série télévisée                                                         | Stranger Things                                                               | Lauréat    |
| 2018  | 27e cérémonie des MTV Movie & TV Awards                 | Meilleure performance dans une série                                              | Millie Bobby Brown                                                            | Lauréat    |
| 2018  | 27e cérémonie des MTV Movie & TV Awards                 | Meilleur baiser                                                                   | Millie Bobby Brown et Finn Wolfhard                                           | Nomination |
| 2018  | 27e cérémonie des MTV Movie & TV Awards                 | Performance la plus effrayée                                                      | Noah Schnapp                                                                  | Lauréat    |
| 2018  | 27e cérémonie des MTV Movie & TV Awards                 | Meilleur moment musical                                                           | Every Breath You Take                                                         | Lauréat    |
| 2018  | 27e cérémonie des MTV Movie & TV Awards                 | Meilleure équipe à l'écran                                                        | Gaten Matarazzo, Finn Wolfhard, Caleb McLaughlin, Noah Schnapp et Sadie Sink  | Nomination |
| 2018  | 44e cérémonie des Saturn Awards                         | Meilleur jeune acteur de télévision                                               | Millie Bobby Brown                                                            | Nomination |
| 2018  | 44e cérémonie des Saturn Awards                         | Meilleure série numérique ou web série                                            | Stranger Things                                                               | Nomination |
| 2018  | 20e cérémonie des Teen Choice Awards                    | Série Science-Fiction/Fantaisie                                                   | Stranger Things                                                               | Nomination |
| 2018  | 20e cérémonie des Teen Choice Awards                    | Acteur de série Science-Fiction/Fantaisie                                         | Gaten Matarazzo                                                               | Nomination |
| 2018  | 20e cérémonie des Teen Choice Awards                    | Acteur de série Science-Fiction/Fantaisie                                         | Finn Wolfhard                                                                 | Nomination |
| 2018  | 20e cérémonie des Teen Choice Awards                    | Actrice de série Science-Fiction/Fantaisie                                        | Millie Bobby Brown                                                            | Lauréat    |
| 2018  | 20e cérémonie des Teen Choice Awards                    | Couple de série télévisée                                                         | Millie Bobby Brown et Finn Wolfhard                                           | Nomination |
| 2018  | 20e cérémonie des Teen Choice Awards                    | Méchant de série télévisée                                                        | Flagelleur Mental                                                             | Nomination |
| 2018  | 20e cérémonie des Teen Choice Awards                    | "Crise de colère" de série télévisée                                              | Joe Keery                                                                     | Nomination |
| 2018  | 20e cérémonie des Teen Choice Awards                    | "Voleur de vedette" de série télévisée                                            | Charlie Heaton                                                                | Nomination |
| 2018  | 70e cérémonie des Primetime Emmy Awards                 | Meilleure série dramatique                                                        | Stranger Things                                                               | Nomination |
| 2018  | 70e cérémonie des Primetime Emmy Awards                 | Meilleur acteur dans un second rôle                                               | David Harbour                                                                 | Nomination |
| 2018  | 70e cérémonie des Primetime Emmy Awards                 | Meilleure actrice dans un second rôle                                             | Millie Bobby Brown                                                            | Nomination |
| 2018  | 70e cérémonie des Primetime Emmy Awards                 | Meilleure réalisation                                                             | Matt et Ross Duffer pour l'épisode Chapitre Neuf : Le Portail                 | Nomination |
| 2018  | 70e cérémonie des Primetime Emmy Awards                 | Meilleur scénario                                                                 | Matt et Ross Duffer pour l'épisode Chapitre Neuf : Le Portail                 | Nomination |
| 2019  | 21e cérémonie des Teen Choice Awards                    | Meilleure série de l'été                                                          | Stranger Things                                                               | Lauréat    |
| 2019  | 21e cérémonie des Teen Choice Awards                    | Meilleur acteur de l'été                                                          | Noah Schnapp                                                                  | Lauréat    |
| 2019  | 21e cérémonie des Teen Choice Awards                    | Meilleur acteur de l'été                                                          | Gaten Matarazzo                                                               | Nomination |
| 2019  | 21e cérémonie des Teen Choice Awards                    | Meilleur acteur de l'été                                                          | Finn Wolfhard                                                                 | Nomination |
| 2019  | 21e cérémonie des Teen Choice Awards                    | Meilleur acteur de l'été                                                          | Caleb McLaughlin                                                              | Nomination |
| 2019  | 21e cérémonie des Teen Choice Awards                    | Meilleure actrice de l'été                                                        | Millie Bobby Brown                                                            | Lauréat    |
| 2020  | 33e cérémonie des Kids' Choice Awards                   | Série télévisée préférée                                                          | Stranger Things                                                               | Lauréat    |
| 2020  | 33e cérémonie des Kids' Choice Awards                   | Actrice féminine préférée                                                         | Millie Bobby Brown                                                            | Lauréat    |

## Adaptations

### Romans
Aux États-Unis, l'ensemble de la littérature liée à Stranger Things est édité par Penguin Random House.
| Titre                        | Synopsis | Auteur                | Editeur         | Années                          |
| ---------------------------- | --- | --------------------- | --------------- | ------------------------------- |
| Suspicious Minds             | Le roman se déroule avant la première saison et se concentre sur la mère d'Eleven, Terry Ives, et ses expériences avec le Dr Brenner dans le laboratoire de Hawkins en 1969                                   | Gwenda Bond           | Lumens          | 05/02/2019 (en) 07/03/2019 (fr) |
| Darkness on the Edge of Town | Dans Edge, à la suite des événements de la deuxième saison, Hopper relate à Eleven des détails de sa vie passée à New York dans les années 1970                                                               | Adam Christopher      | Lumens          | 28/05/2019 (en) 06/06/2019 (fr) |
| Runaway Max                  | Un roman young adults relatant les débuts de la vie de Max Mayfield à San Diego avant de déménager à Hawkins en 1984, tout en offrant une relecture des événements de la deuxième saison de son point de vue. | Brenna Yovanoff       | Hachette Romans | 04/06/2019 (en) 05/06/2019 (fr) |
| Rebel Robin                  | Un roman young adults racontant la lutte de Robin Buckley pour accepter son identité avant les événements de la troisième saison.                                                                             | A.R. Capetta          | Hachette Romans | 29/06/2021 30/06/2021           |
| Hawkins Horrors              | un recueil de courtes histoires effrayantes racontées du point de vue du groupe | Matthew J. Gilbert    |                 | 03/05/2022                      |
| Lucas on the Line            | Un roman qui se déroule après les événements de la troisième saison du point de vue de Lucas | Suyi Davies Okungbowa |                 | 26/07/2022                      |
| Flight of Icarus             | Le roman est un préquelle de la série et se déroule avant la saison quatre à Hawkins en 1984, racontant les débuts d'Eddie                                                                                    | Caitlin Schneiderhan  | Lumens          | 31/10/2023 (en) 18/01/2024 (fr) |
| The Dustin Experiment        | Le roman se déroule à l'automne 1985 après les évènements de la saison 3 et avant la saison 4 du point de vue de Dustin                                                                                       | J.L. D'Amato          |                 | 29/10/2024 (en) ? (fr)          |

### Comics
| Titre                                                    | Synopsis | Auteur              | Illustrateur     | Encreur           | Coloriste            | Editeur          | Années                     |
| -------------------------------------------------------- | --- | ------------------- | ---------------- | ----------------- | -------------------- | ---------------- | -------------------------- |
| De l’autre côté                                          | Suivez Will Byers dans une dimension de décadence et de destruction où il doit faire preuve d'intelligence et de détermination pour éviter la poursuite du Démogorgon et échapper à l'Upside Down. | Jody Houser         | Stefano Martino  | Keith Champagne   | Lauren Affe          | Mana Books       | 04/07/2019                 |
| Free Comic Book Day 2019: STRANGER THINGS/BLACK HAMMER   | Eleven et le Demogorgon ont disparu de Hawkins, IN. Steve et Nancy essaient de remonter le moral de Mike, en l'encourageant à reformer le groupe d'aventuriers. | Jody Houser         | Ibrahim Moustafa | Ibrahim Moustafa  | Triona Farrell       | Dark Horse (USA) | USA: 04/05/2019            |
| Six                                                      | Une adolescente dotée de capacités prémonitoires a été exploitée toute sa vie pour finir par devenir le pion d'une agence gouvernementale qui veut exploiter ses pouvoirs à ses propres fins. | Jody Houser         | Edgar Salazar    | Keith Champagne   | Marissa Louise       | Mana Books       | 02/01/2020                 |
| Zombie Boys                                              | Apres les évènements de la saison 1 le Monde à l'Envers continue a hanter les garçons et des tensions naissent entre eux : leur groupe est au bord de l'éclatement. C'est à ce moment que Joey Kim, un nouvel élève, vient frapper à la porte du club d'audiovisuel, un caméscope à la main et des idées plein la tête.                                                                                   | Greg Pak            | Valeria Favoccia | Valeria Favoccia  | Dan Jackson          | Mana Books       | 27/08/2020                 |
| Dans les flammes                                         | Des années après s'être échappés du laboratoire Hawkins, deux anciens sujets du Dr Brenner cherchent à vivre une vie normale. Lorsqu'ils apprennent que le laboratoire a été fermé, ils partent à la recherche de Nine, une puissante pyrokinésiste dont la psyché brisée menace de les réduire en cendres s'ils ne parviennent pas à la retrouver et à la libérer de sa propre imagination malveillante. | Jody Houser         | Ryan Kelly       | Le Beau Underwood | Triona Farrell       | Mana Books       | 19/11/2020                 |
| Free Comic Book Day 2020: Stranger Things/Minecraft      | Le groupe découvre que la jeune Erica Sinclair a fait sortir clandestinement un objet dangereux de l'installation russe située sous le centre commercial Starcourt. Ils doivent une fois de plus se réunir pour trouver une solution sûre avant que les autorités gouvernementales ne découvrent la menace qu'ils représentent !                                                                          | Greg Pak            | Gabriella Antali | Gabriella Antali  | Gabriella Antali     | Dark Horse (USA) | USA: 29/07/2020            |
| La Brute                                                 | Des choses étranges arrivent aussi aux brutes ! Les brutes de Stranger Things tentent de percer le mystère des pouvoirs psychiques d'Eleven. | Greg Pak            | Valeria Favoccia | Valeria Favoccia  | Dan Jackson          | Mana Books       | 04/02/2021                 |
| Colo de sciences                                         | Dustin arrive au camp Know Where et doit naviguer dans la nouvelle hiérarchie sociale sans le soutien de son groupe d'aventuriers de Hawkins. Alors qu'il doit également faire face à des brutes nerds, une nouvelle menace hante les jeunes scientifiques et les conseillers du camp. | Jody Houser         | Edgar Salazar    | Keith Champagne   | Marissa Louise       | Mana Books       | 03/06/2021                 |
| Halloween in Hawkins (Halloween Special one-shot)        | C'est la nuit d'Halloween à Hawkins, dans l'Indiana, et Will, Mike, Lucas et Dustin se réunissent au château Byers pour manger des bonbons et se faire peur avec une histoire effrayante, révélant le secret le plus profondément gardé de la ville pittoresque : le mangeur d'enfants de Hawkins. | Michael Moreci      | Todor Hristov    | Todor Hristov     | Chris O'Halloran     | Dark Horse (USA) | USA:21/10/2020             |
| Stranger Things et Dungeons & Dragons                    | Aventures épiques, amitiés à vie ! Suivez l'équipage de Hawkins, Indiana, alors qu'ils découvrent ensemble les monstres légendaires et les aventures épiques du jeu de rôle sur table Donjons & Dragons. Bien avant que le redoutable Demogorgon n'emmène l'un d'entre eux à dans l'Upside Down. | Jody Houser Jim Zub | Diego Galindo    | Diego Galindo     | Michele Assarasakorn | Mana Books       | 07/10/2021                 |
| Tomb of Ybwen                                            | Will et M. Clarke découvrent une mystérieuse carte que Bob a laissée dans une boîte de vieux souvenirs de nerds, Will rassemble l'équipe pour enquêter. Y a-t-il un secret caché dans les collines de Hawkins ? | Greg Pak            | Diego Galindo    | Diego Galindo     | Francesco Segala     | Dark Horse (USA) | USA: 29/09/2021 22/12/2021 |
| Stranger Things Winter Special (one-shot)                | Les vacances d'hiver sont à nos portes et les enfants de Hawkins sont en pleine forme. Alors qu'ils se remémorent des histoires de leur enfance pour apprendre à Eleven ce qu'est Noël, la tension monte lorsque Dustin jure avoir vu quelque chose rôder dans la forêt à l'extérieur. | Chris Roberson      | ABEL             | ABEL              | DJ Chavis            | Dark Horse (USA) | USA: 03/11/2021            |
| Erica the Great!                                         | Avec la destruction récente du centre commercial Starcourt, Erica a perdu son lieu de rencontre préféré et son offre de glace gratuite à vie chez Scoops-Ahoy. C'est l'histoire d'une jeune fille de dix ans, ambitieuse, autoritaire et brillante, qui doit faire face à l'ennui et à la complexité du maintien des amitiés dans les moments difficiles.                                                 | Greg Pak Danny Lore | Valeria Favoccia | Valeria Favoccia  | Dan Jackson          | Dark Horse (USA) | USA: 26/01/2022            |
| Kamchatka                                                | Un scientifique russe est enlevé par les troupes soviétiques, ne laissant à ses deux enfants adolescents qu'une affaire mystérieuse et un tas de questions. Tandis que leur père est forcé d'utiliser un monstre ramené des Etats-Unis comme arme. | Michael Moreci      | Todor Hristov    | Todor Hristov     | Dan Jackson          | Dark Horse (USA) | USA: 23/03/2022 00/06/2022 |
| Free Comic Book Day 2022: Stranger Things/Resident Alien | Eleven, Will et Jonathan se rendent dans un cinéma en plein air pour voir un double film de créatures, mais les festivités locales et les costumes effrayants font resurgir des souvenirs obsédants. | Michael Moreci      | Pius Bak         | Pius Bak          | Dan Jackson          | Dark Horse (USA) | USA: 07/05/2022            |

### Beyond Stranger Things
En parallèle avec la diffusion de la deuxième saison, Netflix diffuse un après séance présenté par l'acteur Jim Rash. Dans un décor inspiré de la série, il reçoit les acteurs et créateurs de la série. Le présentateur conseille d'avoir vu la saison entière avant de voir cette émission.
| № | Titre            | Première diffusion |
| --- | ---------------- | ------------------ |
| 1 | Mind Blown       | 27 octobre 2017    |
| Invités : Shawn Levy, Matt et Ross Duffer, Finn Wolfhard et Millie Bobby Brown ; en vidéo : David Harbour                            |                  |                    |
| 2 | Mad for Max      | 27 octobre 2017    |
| Invités : Shawn Levy, Matt et Ross Duffer, Caleb McLaughlin, Gaten Matarazzo et Sadie Sink                                           |                  |                    |
| 3 | Unlikely Allies  | 27 octobre 2017    |
| Invités : Shawn Levy, Matt et Ross Duffer, Gaten Matarazzo et Joe Keery                                                              |                  |                    |
| 4 | Truth in Hawkins | 27 octobre 2017    |
| Invités : Joe Keery, Natalia Dyer, Charlie Heaton et Brett Gelman ; en vidéo : David Harbour et Shannon Purser                       |                  |                    |
| 5 | The AV Club      | 27 octobre 2017    |
| Invités : Caleb McLaughlin, Gaten Matarazzo, Noah Schnapp, Randy Havens et Bill Nye ; en vidéo : Sean Astin                          |                  |                    |
| 6 | The New Class    | 27 octobre 2017    |
| Invités : Sadie Sink, Brett Gelman, Dacre Montgomery et Linnea Berthelsen ; en vidéo : Sean Astin et Paul Reiser                     |                  |                    |
| 7 | Closing the Gate | 27 octobre 2017    |
| Invités : Shawn Levy, Matt et Ross Duffer, Millie Bobby Brown, Noah Schnapp et Natalia Dyer ; en vidéo : David Harbour et Sean Astin |                  |                    |

### Jeux vidéo
À l'approche de la deuxième saison, Netflix et BonusXP codéveloppent le jeu vidéo Stranger Things: The Game, basé sur l'univers de la série. Il s'agit d'un jeu d'aventure en free-to-play, sorti le 4 octobre 2017 en France, sur téléphone mobile (iOS et Android),,. La série se déroulant dans les années 1980, il s'agit d'un jeu rétro en pixel art avec une reprise de la bande-son en 8 bits. Le joueur contrôle, tout d'abord, Jim Hopper qui part à la recherche des enfants égarés dans Hawkins et ses environs. Pour cela, il est amené à combattre aux poings des ennemis, parcourir les niveaux en résolvant des énigmes, participer à des courses poursuites et réaliser des phases d'infiltration. Au fur et à mesure que le joueur retrouve les enfants, il peut agrandir son équipe et les contrôler, lesquels disposent de caractéristiques uniques pour les phases de combat. Avec près de 5 millions de téléchargement via la boutique en ligne Google Play, le jeu rencontre un succès auprès d'un public averti où les joueurs lui attribuent une moyenne de 4,8/5 basé sur les votes de plus de 36 000 utilisateurs.
Un DLC Stranger Things pour le jeu Dead by Daylight voit le jour avec comme contenu en survivant Nancy et Steve, en tueur le démogorgon et une nouvelle carte du laboratoire de Hawkins et quelques éléments cosmétiques. Ce dernier est retiré du jeu le 17 novembre 2021 pour cause de droit d'auteur lié au contrat avec Netflix, avant d'être de nouveau disponible en novembre 2023.

### Jeu de société
En 2019 l'univers de la série a été « annexé » au célèbre jeu de rôle Donjons et Dragons par Hasbro, qui a édité un supplément de décor de campagne permettant de rejouer l'aventure mise en scène dans la première saison de la série.
En 2021, Magic: The Gathering inclut une série de cartes crossover Stranger Things dans le cadre de sa série spéciale Secret Lair.

### Théâtre
Cette version théâtrale, précédant la série à succès dont la quatrième saison a été diffusée en mai 2023, se déroule également dans la petite ville américaine d'Hawkins, dans l'Indiana, environ vingt ans avant les événements de Stranger Things. La mise en scène est signée Stephen Daldry (connu pour The Crown et Billy Elliot), tandis que le scénario est l'œuvre de Kate Trefry, collaboratrice des frères Duffer, créateurs de la série. Netflix est le producteur, aux côtés de Sonia Friedman, une habituée des productions du West End londonien et de Broadway.